# تاريخ السيارات

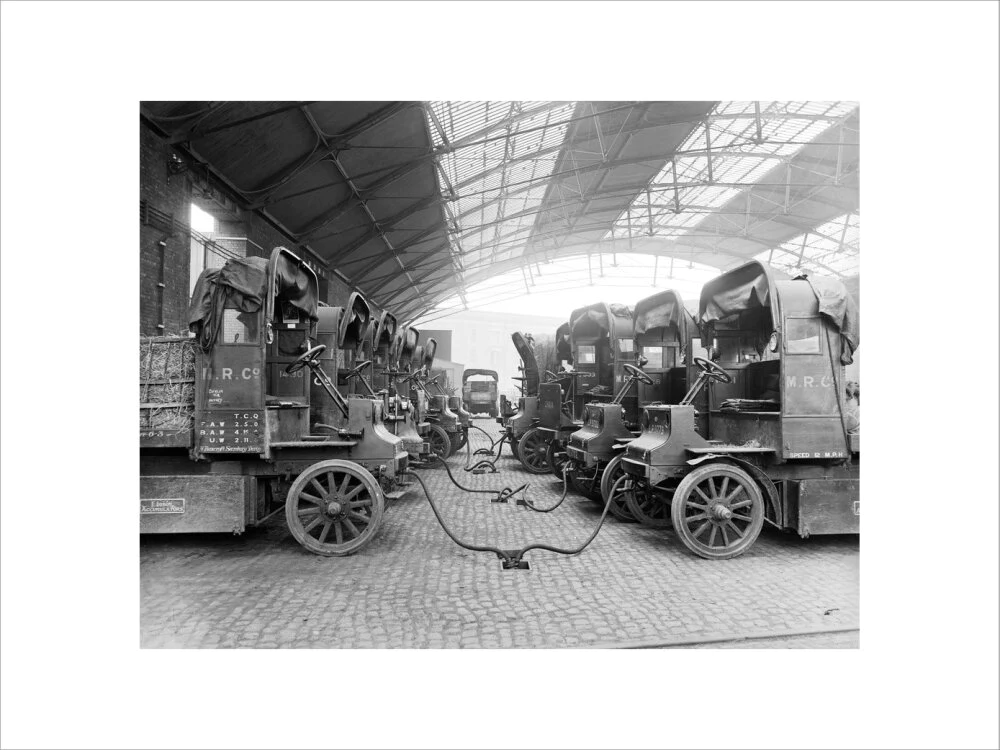
مركبات تعمل على الطاقة الكهربائية واقفة في محطة للشحن في لندن 1917

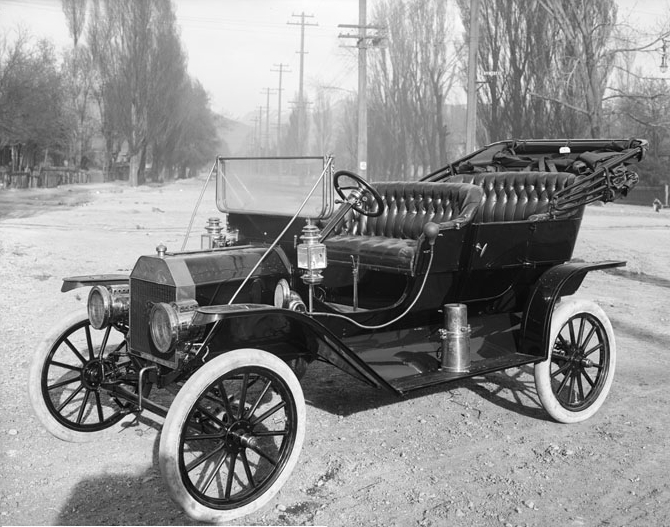
موديل فورد لعام 1910

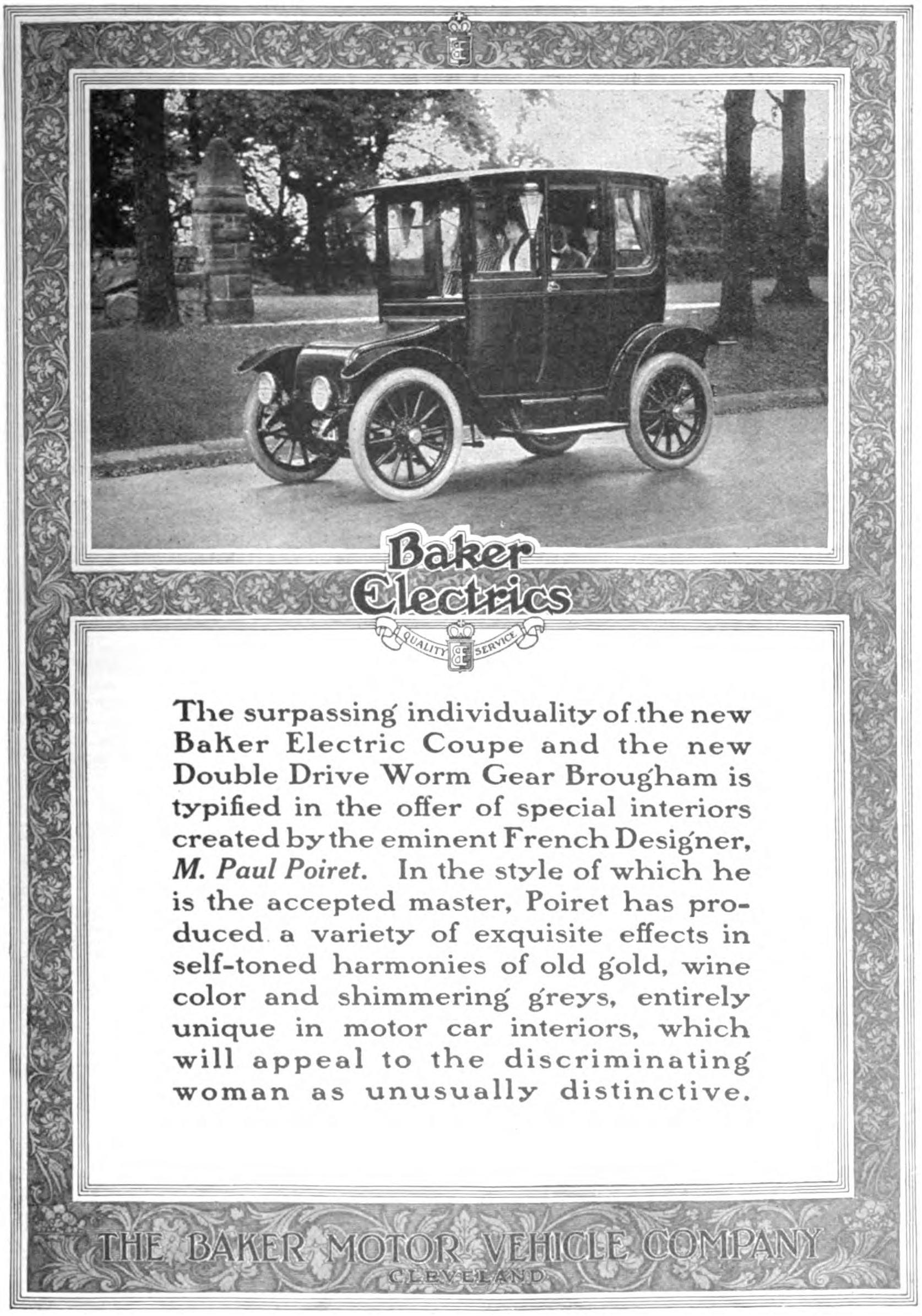
مركبة تعمل على الطاقة الكهربائية عام 1913

بدأت فكرة صناعة السيارة في عام 1672 عند اختراع مركبة تعمل بالطاقة البخارية، ثم جاء جوزيف كونيو فطورها وجعلها قادرة على نقل البشر، في عام 1769. ثم جاء المطورون بالقرن التاسع عشر ليعملوا على استخدام النفط في محركات الإحتراق الداخلي. ثم تطورت الدراسات إلى يومنا هذا لإنتاج السيارات التي تعمل بمصادر طاقة بديلة كالطاقة الكهربائية.
واعتباراً من وقت ظهور السيارات فقد أسست نفسها كطريقة رئيسية للنقل في نقل البشر والبضائع في الدول المتقدمة. وبعد الحرب العالمية الثانية فقد كانت صناعة السيارات واحدة من الصناعات الأكثر نفوذاً. وبلغ عدد السيارات في العالم في عام 1907 إلى 250,000 سيارة. وبظهور موديل فورد في عام 1914 وصل عدد السيارات إلى 500,000، وقد وصل هذا العدد إلى 50 مليون فقط قبل الحرب العالمية الثانية. وبعد الحرب تضاعف عدد السيارات في السنوات الثلاثين الماضية إلى ست مرات، ووصل في عام 1975 إلى 300 مليون سيارة. وقد تجاوز إنتاج السيارات السنوية في العالم ال70 مليون في عام 2007.
ولم تُكتشف السيارات من قبل شخص واحد فقط فقد ظهرت مع قدوم الاختراعات الناشئة في جميع أنحاء العالم على مدار قرن تقريبًا. وتشير التقديرات إلى أن ما يقرب من 100,000 من شراء براءة الاختراع حدث بعد ظهور السيارات الحديثة.
وفتحت السيارات عهداً جديداً في مجال النقل حيث أنها أدت إلى تغييرات اجتماعية عميقة ولا سيما فيما يتعلق بأماكن الأفراد. وسهلت تطوير العلاقات الاقتصادية والثقافية فقد أسفرت عن تطوير مرافق عامة جديدة واسعة النطاق مثل: الطرق ومواقف السيارات بالطرق السريعة. وكانت الأساس لثقافة عالمية جديدة وكان يُنظر إليها على أنها أشياء مستهلكة. وحصلت على مكانة هامة لدى الأسر والعائلات في الدول الصناعية على أنها أشياء مستحيل الإستغناء عنها. فأصبحت السيارات تحتل مكاناً هاماً في الحياة اليومية.
فأثرت السيارات على الحياة الاجتماعية فقد كانت دائماً مسار للجدل. ومنذ عام 1920 والذي بدأت السيارات فيه بالانتشار أكثر والتوسع وأصبحت بؤرة انتقادات بسبب تأثيرها على البيئة مثل: استخدام مصادر الطاقة الغير متجددة، وزيادة نسبة الوفاة نتيجة للحوادث والتصادم، وسبب في التلوث البيئي؛ وتأثيرها أيضاً على الحياة الاجتماعية مثل: زيادة النزعة الفردية، وتغييرات في مخططات البيئة. ومع تزايد استخدام السيارات فقد أصبحت منافساً هاماً في مواجهة استخدام القطارات السريعة بين المدن والترام داخل المدن. وبناءً على ذلك فقد أُضيفت أيضاً الأزمة المالية العالمية والتي أثرت بعمق في صناعة السيارات بين العامي 2007 _ 2009. وبسبب هذه الأزمة فقد واجهت مجموعة السيارات العالمية الهامة صعوبات خطيرة.

## الخطوات الأولى للسيارات

### مقدمات وعلم الاشتقاق

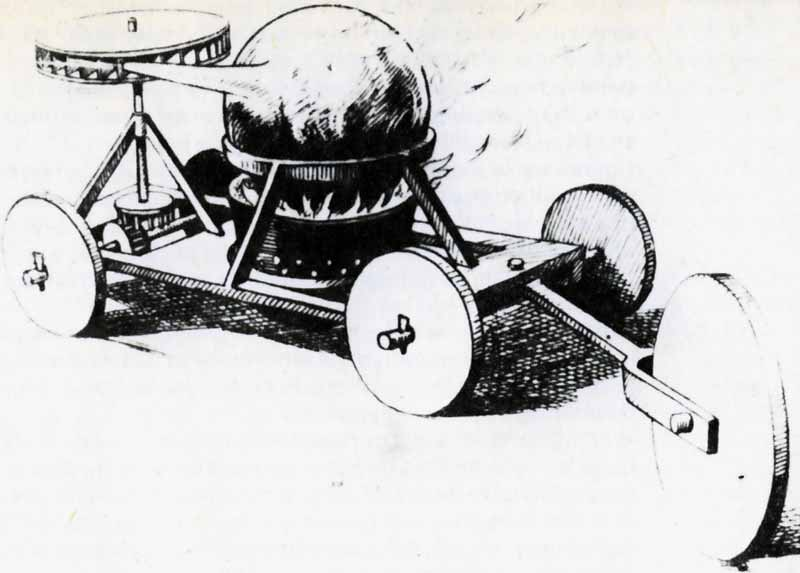
صورة للعبة ذات مجادف بخارية رسمها فربيست في عام 1672

جاءت كلمة سيارة إلى اللغة التركية من كلمة (automobil) الفرنسية والتي هي بمعنى آلة أي أنها تحرك نفسها بنفسها بدلاً من سحبها أو جرها أو أنها تُدفع من قبل آلة أخرى أو من قبل حيوان آخر. وتكونت من خلال الجمع بين الكلمات (mobilis) اللاتينية والتي يُعنى بها: المتحركة، وكلمة (autós) اليونانية والتي يُعنى بها: نفسها. وقد استخدمت في أواخر عام 1800 في أعمال (رسائل المدينة) من قبل أحمد راسم النفيس باعتباره أول من كتب بالتركية.
وتحدث روجر بيكون في الرسالة التي كتبها إلى غيوم همبرت في القرن ال13 عن إمكانيات هذه الآلة وسرعة تحركها الغير معقولة وبدون أن تسحب بحصان. ووفقاً لمعنى هذه الكلمة فقد أقام فرديناند _المبشر اليسوعي _ آلة بخارية صغيرة باعتبارها لعبة من أجل إمبراطور الصين في بكين مابين العامين 1679_ 1681 ومن المحتمل أنها تكون أول آلة كبيرة تحرك نفسها بنفسها. وهذة الآلة التي صُممت على أنها لعبة بها مراجل بخارية تقع على موقد صغير وتتكون من عجلات صغيرة وتتنقل بعجلات مسننة ودواره وتسير بالبخار. وشرح فربيست في مؤلفاته بعنوان (علم الفلك الأوروبي) التي كتبها عام 1668 وشرح كيف تعمل هذه الآلة.
ووفقاً للبعض فقد تناول ليوناردو دا فينشي أيضاً _الرسمة الأولى لهذه الآلة التي تتحرك بدون حصان _ في مؤلفاته بعنوان (دستور أطلاتيكوس) الخاص بالقرن ال15. ومن قبل دا فينشي وفي عصر النهضة الأوروبية فقد تضمنت في دراسات فرانسيسكو دي جيورجيو مارتيني الرسم المشار إليها باسم سيارة والتي تشبه الآلة ذات الأربع عجلات الدوارة.

### عصر البخار

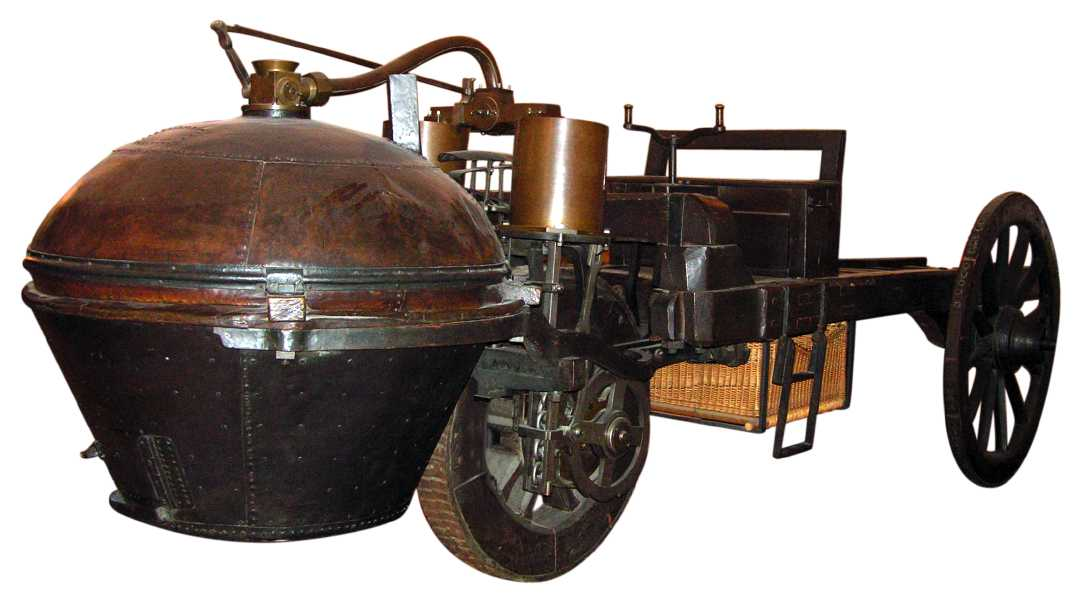
لو فارد دي، نموذج 1771، تم عرضها في متحف الفنون والحرف في باريس

قام نيكولاس جوزيف فون جاكوين الفرنسي بتشغيل هذه الآلة في 23 تشرين الأول والذي أطلق عليها اسم العربة البخارية "fardier à vapeur" لأنها تعمل بمراجل بخارية وقد أتت إلى الحياة عن طريق أفكار فردينان فربيست في عام 1769. وتطورت هذه الآلة من أجل الجيش الفرنسي بهدف نقل المدافع الثقيلة. فقد كان بها تحكم ذاتي لمدة 15 دقيقة وبلغت سرعتها حوالي 4كم في الساعة. وقد تُهدِّم جداراً بسبب حادث خلال المحاولة الأولى التي كانت بلا عجلة قيادة ومكابح وقد بيّن هذا الحادث مدى قوة هذه السيارة والتي كانت تبلغ من الطول 7متر.
واهتم تشوبسيول دوق _وزير الحرب والبحرية للشئون الخارجية الفرنسية في ذلك الوقت _ بهذا المشروع عن قرب وبشكل وثيق وأنتج النموذج الثاني منه في عام 1771. ولكن دوق انفصل عن وظيفته قبل عام مما كان متوقعاً فلم يرد أن يهتم بعربيات من خلفه وقد تبين من خلال رولاند المفوض العام للمدفعية في عام 1800 أن السيارة وضعت في المخزن ولكن لا تستطيع أن تلفت انتباه نابليون بونابرت.
وقد أنتجت سيارات مشابهة أيضاً في دول أخرى ماعدا فرنسا. وبدأ أيضاً إيفان كوليبن في العمل على آلة (سيارة) تعمل بمراجل بخارية ودواسة في روسيا عام 1780. وانجزت هذه الآلة ذات الثلاثة عجلات في عام 1791 والتي تتفق تماماً مع السيارات الحديثة وتميزت بخصائص مثل: الحذافات، الفرامل، علبة الفيتيس، والمحامل. ومع ذلك فلا يمكن أن تذهب الدراسات أبعد من ذلك لأن الحكومة لا تستطيع أن ترى إمكانات السوق القوية لهذه الآلة كما هو الحال في الاختراعات الآخرى لكوليبن. واكتشف المخترع الأمريكي أوليفر إيفانز ماكينات بخار تعمل بارتفاع ضغط البخار. وعرضت أفكاره في عام 1797 ولكنه تم تأييد أفكاره هذه من قبل أشخاص قليلون جداً، وتوفي من قبل أن يرى أهمية اختراعه في القرن التاسع عشر. وقام ريتشارد تريفيثيك الإنجليزي بعرض أول آلة إنجليزية ذات الثلاثة عجلات والتي تعمل بالبخار في عام 1801. وقطعت هذه الآلة 10 متر في شوارع لندن والتي أُطلق عليها اسم (لندن نقل البخار). وتسببت المشاكل الأساسية المتعلقة بعجلة القيادة وأجهزة امتصاص الصدمات ومجموعة النوابض في دفعها جانباً واستبدالها بالسكك الحديدية كوسيلة نقل مثل السيارت بين الطرق المختلفة. ويمكن أن نعد العربة البخارية اختراع ضمنه أربع شخصيات والتي قام به والتر هانكوك الإنجليزي في عام 1838 آلة بخارية تعمل بالزيت وقام أيضاً تشيك جوزيف بوزك في 1815 بتجارب أخرى حول السيارة البخارية.
وبدأت الدراسات من جديد حول آلات الطرق في نتائج التطورات التي بين الماكينات البخارية. وأعاقت هذه التطورات (قانون لوكوموتيف). فقد أصدر هذا القانون بفرض ذهاب شخص ما ذو علم أحمر من أمام السيارات. والذي جعل سرعة السيارات البخارية تقتصر على 10 كيلو متر في الساعة. وخرجت هذه السيارة أيضاً في 1839 ويعتقد أنها تزعمت التطورات لآلات الطرق البخارية في انجلترا وأصبحت رائداً لتطورات السكك الحديدية.
ولذلك قد واصلت تطوير السيارات البخارية في فرنسا. وهناك نوع يسمى (L'Obéissante) وهو واحداً من أمثلة المحركات البخارية ويمكن أن تعد أول سيارة حقيقية قدمها أميدي بولي للسوق في عام 1873. ويمكن أن تحمل هذه السيارة مايصل إلى 12 شخصاً وتسير أكثر من 40 كيلو متر في الساعة. ثم بعد ذلك صمم بولي سيارة ركاب بخارية يمكنها أن تتجه وتتحرك بسهولة وذات دفع رباعي في عام 1876. وكان يمكن أن تذهب هذه الآلة إلى أكثر من 40 كيلو متر في الساعة بسهولة وراحة أكثر من النموذج السابق بـ 2,7 طن والتي سميت بـ (اللومان). وتم نقل هاتان السيارتان إلى فئات السكك الحديدة وعُرضت في المعرض العالمي في باريس.

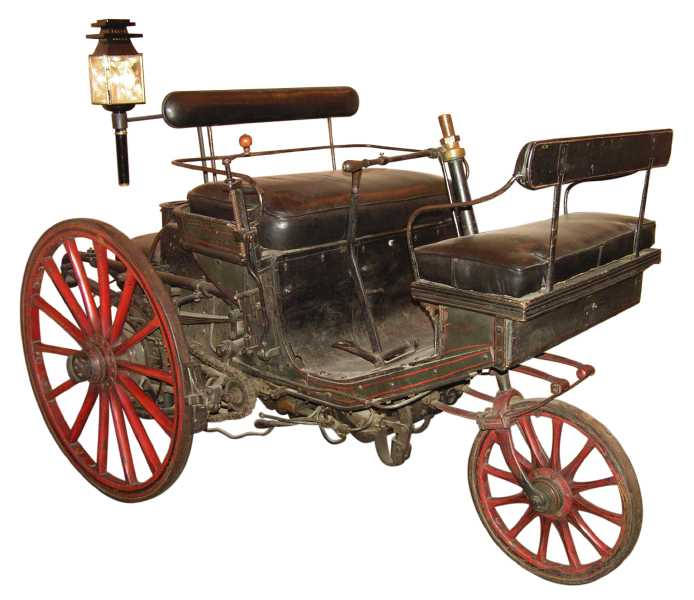
آلة ذات ثلاثة عجلات لسربولت

وقد جذبت هذه الآلات الجديدة _التي عُرضت في المعرض العالمي في باريس لعام 1878_ انتباه كل من الشعب والصناعيين الكبار على حدٍ سواء. وفي عام 1880 أسس بولي شركة في ألمانيا وبدأ بالتوصية عليها من كل مكان وخاصة من ألمانيا. ومابين العامي 1880_ 1881 قدم بولي نماذج متنزهاً حول العالم من سوريا إلى إنجلترا ومن موسكو وحتى روما. وفي عام 1880 تم إخراج نموذج جديد بمحرك بخاري في قوة 15 حصان وبمعدلين وسُمي باسم (لانوفيل).
وقُدم نموذج (لاربيده) إلى السوق والذي وصل إلى سرعة 63 كيلو متراً في الساعة ويحمل ستة أشخاص. وهناك آثار أيضاً لنماذج أخرى تم الحصول عليها بنسب ثقيلة. وعندما ينظر إلى الأداء أو التشغيل فيبدو أنها تسير في الإتجاه الصحيح بدون إخراج محركات البخار. وعمل كل من بولي وابنه أميدي تجارب ومحاولات بمحرك يعمل بالكحول وفي النهاية قد قُبل البترول ومحرك الإحتراق الداخلي.
ونتيجة للتطورات التي في المحركات فقد قام بعض المهندسين بمحاولات للحد من طول المراجل. وفي نهاية هذه الدراسات عُرضت السيارات البخارية الأولى في المعرض العالمي لعام 1889 والتي تعد بين الدراجات النارية ذات الثلاثة عجلات والتي نُفذت من قبل سربولت_ بيجو. وتم الحصول على هذا التطور بفضل ليون سربولت الذي قام بتطوير المراجل وزودها بـ (تبخر فوري). وقد تم الترخيص لأول سائق فرنسي مع السيارة التي تُطورت من قبل سربولت أيضاً. وتم تقييم هذه السيارة باعتبارها آلة ذات ثلاثة عجلات من حيث شروط واسلوب الاستخدام في ذلك الوقت.
وعلى الرغم من العدد الكبير لهذه النماذج فقد كان لابد من الانتظار لصناعة اختراع يفتح عهداً جديداً في تاريخ السيارات لعام 1860 لإيجاد مكانه في المعنى الحقيقي للسيارات. وهذا الاكتشاف الهام هو محرك الإحتراق الداخلي.

### محرك الاحتراق الداخلي

#### مبادئ العمل

دورة المحرك ذات الأربعة أشواط: 1-العادم 2-الإحتراق 3-الضغط 4-الإمتصاص

وقد تم تطوير آلية السيارة من قبل الفيزيائي كريستيان هوغنس ومساعده دينيس باباس في باريس عام 1673، وتكونت هذه الآلية من اسطوانة معدنية بداخلها مكبس، ويعد هذا المكبس رائداً لمحرك الإحتراق الداخلي. وقد استفاد هوغنس _الذي ابتعد عن مبدأ التطور عند أوتوفون جوريك الألماني _ من عملية الاحتراق التي تم الحصول عليها عن طريق تسخين البارود وليس عن طريق مضخة الهواء لخلق فراغ بالداخل. ويعود ضغط الهواء إلى الموقع المبدئي للمكبس وبالتالي تتكون قوة فائقة.
وساهم فرانسوا اسحق دي ريفاز السويسري أيضاً في تطوير السيارات لعام 1775. وسيطر على براءات الاختراع للآلة في 30 يناير عام 1807 المشابهة لمحرك الاحتراق الداخلي والمستوحاة من دراسات مسدس فولتا.
وطور المهندس البلجيكي إتيان لينوار أول محرك إحتراق داخلي عن طريق تبريده بالماء وتسخينه بالكهرباء في عام 1860، وسيطر على براءات الاختراع مرتين تحت مسمى «محرك الهواء الموسع والغازي» في عام 1859. وكان يعد كأول محرك يعمل بالزيت ولكن وجد لينوار بعد ذلك مُكَربِن (مفحم سيارة) يسمح باستخدام النفط بدلاً من الزيت. وأراد لينوار أن يجرب المحرك الجديد في أقصر وقت ممكن فوضعه في سيارة بدون أي اهتمام وقام برحلة من باريس إلى جوانفيل لو بونت.
ولكن نظراً لعدم وجود كفاءة المحرك ونقص في الموارد المالية على حدً سواء فأضطر لينوار أن يتخلى عن أبحاثه ويبيع سيارته إلى الصناعيين. ولكن في عام 1872 قام جورج برايتون بعمل مُكَربِن كفء واستخدم النفط عندما فُتح أول بئر أمريكي للنفط عام 1850.
وحسّن ألفونس بو دي روشاس لقاءه بلينوار الذي كان ذو كفاءة سيئة للغاية نظراً لعدم وجود ضغط غاز، وتجاوز هذه المشكلة مطوراً سرعة الدينامي الحراري في أربعة مرات، وتكون من العادم (الغاز)، الاحتراق، الضغط، والامتصاص. ولكن دراسات بو دي روشاس لا يمكن أن تطبق على واقع الحياة من حيث الجانب النظري. وحصل على براءات الاختراع في عام 1862، ولكنه لا يستطيع حمايتها بسبب الظروف المالية الصعبة. ومع ذلك كشف عن محركات الاحتراق الداخلي لأول أربع فترات من عام 1876. ونجح في الاستفادة حقاً من محرك الإحترا الداخلي نتيجة لكشف وإظهار نظرية سرعة الفترة الرابعة من قبل بو دي روشاس. ويعد نيكولاس أوتو الألماني أول مهندس طبق مبادئ بو دي روشاس في عام 1872، وبدأ في تعريف هذه الدورة باسم «دورة أوتو».

#### الاستخدام

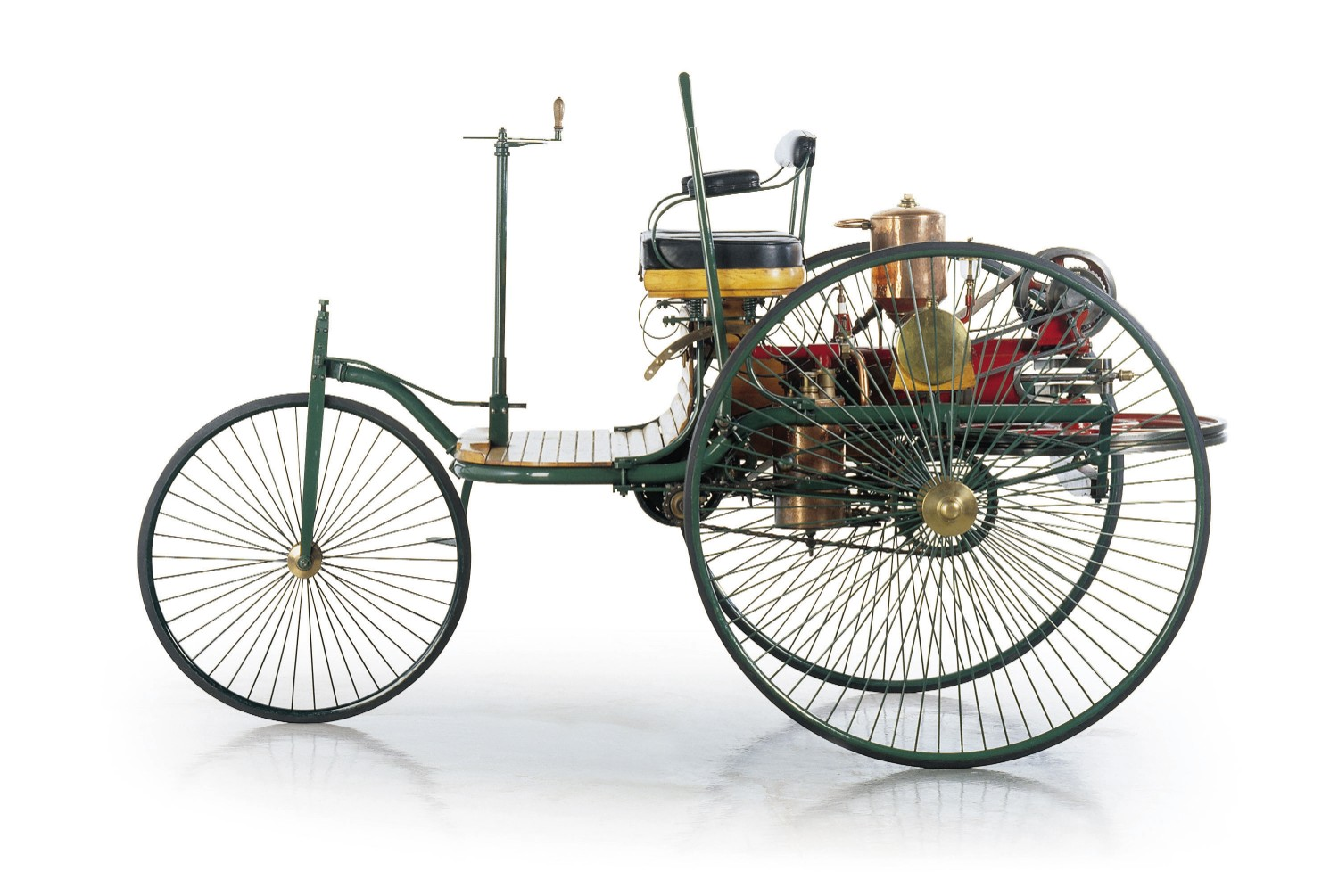
براءة اختراع بنز هي أول سيارة ظهرت في عام 1886 تستخدم محرك الإحتراق الداخلي

قام المهندس الألماني غوتليب دايملر بتطوير أول محرك الذي كان يعمل وفقاً لمبدء روشاس تحت مسمى شركة دويتس عام 1876. وفي عام 1889 ألصق كل من رينيه بنهارد واميل ليفاسور محرك الاحتراق الداخلي ذات الأربع أشواط لأول مرة.
وسافر ادوارد ديلمار في رحلة بسيارة ذات محرك مزود بالغاز في عام 1883، ولكن عندما انفجر الخرطوم الملئ بالغاز أثناء المحاولة الأولى فقد قرر استخدام البنزين بدلاً من الغاز. وبحث عن مُكَربِن الفتيل لكي يستطيع أن يستخدم البنزين. ومن قبل هذه السيارة خرجت سيارة كارل بنز وعلى الرغم من كونها غير قادرة على العمل بشكل صحيح إلا أنها خضعت للتجربة وقام كارل برحلة بها، ونتيجة للانفجارات خلال استخدامها على المدي القصير فلم تلقى قبولاً بشكل عام.
وعلى الرغم من صعوبة الموقف نحو تحديد أي السيارات الأولي في التاريخ فقد قُبلت سيارة «محرك براءة إختراع كارل بنز» بشكل عام كأول سيارة في التاريخ من إنتاج كارل بنز. ولكن هناك من قَبِلَ سيارة «فاردير» لكوجنوت كأولى السيارات في التاريخ. وفي عام 1891 تجول الناس بالسيارات الفرنسية الأولى، وتجول كل من بنهارد وليفاسور في شوارع باريس بسيارة بنز. أما المخترع الألماني سيغفريد ماركوس قام بتطوير السيارات ذات محرك يقوة حصان وبأربعة أشواط في عام 1877، وتُرك النقاش حول السيارة الأولى في التاريخ.

#### الابتكارات التكنولوجية

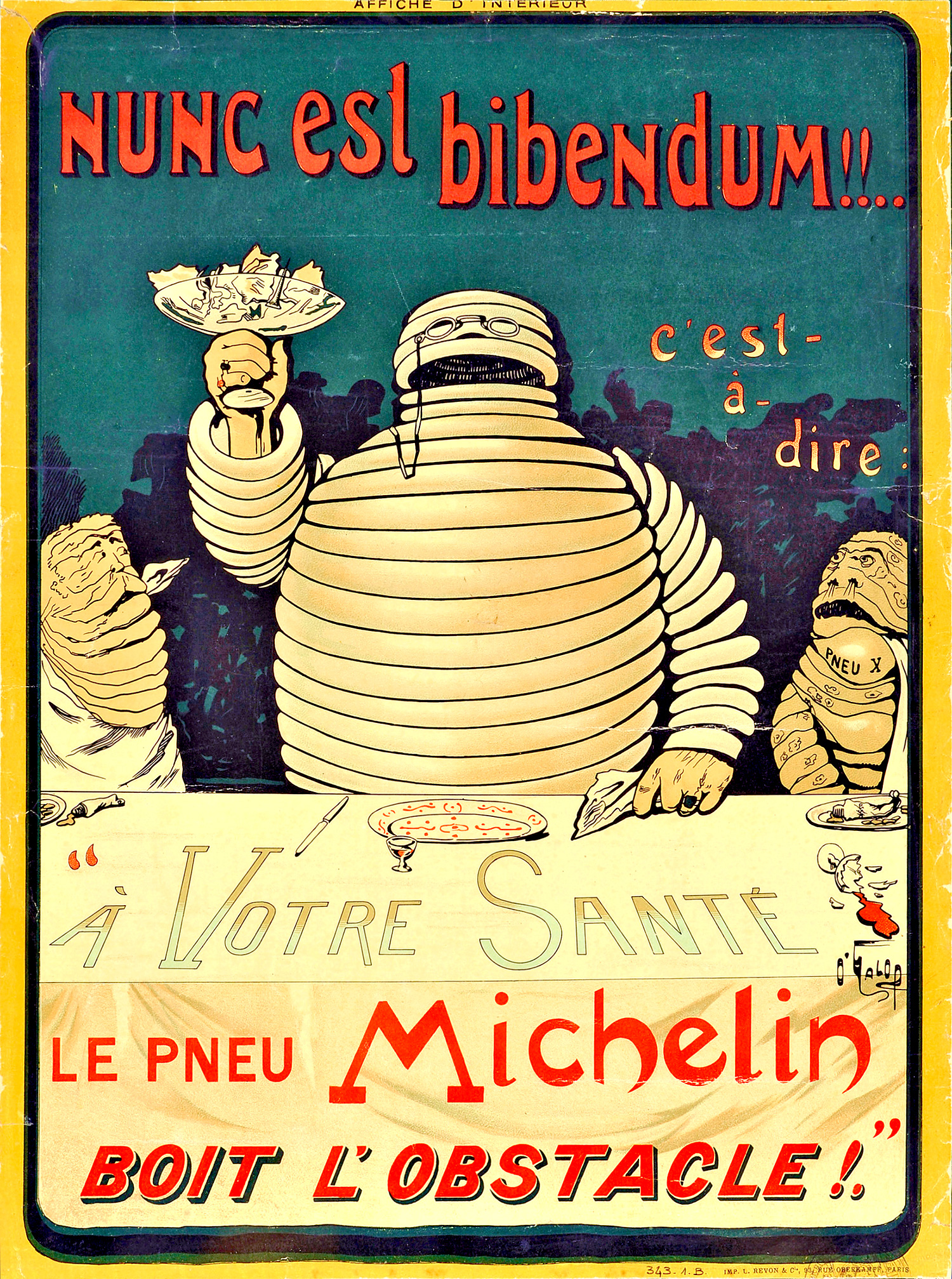
صورة عن ملصق خاص لعام 1898 عن دمية ميشلان في سيارته

ويعد نوع "Pyréolophore" هو نموذج لمحرك تطور من قبل جوزيف نيبس في عام 1807. ونتيجة للتغيرات التي طرأت على هذا النموذج فقد ظهر محرك آخر باسم ديزل والذي قام رودلف ديزل بتطويره. وأما "Pyréolophore" فهذا نوع محرك يعمل بالهواء الموسع مع الحرارة وهو قريب من الماكينات البخارية. ومع ذلك فإن هذا المحرك لا يستخدم له الفحم فقط كمصدر للحرارة. واستخدم نيبسي الرياضة المرهقة الأولى لنقل سيارته بسبب سوء محركها، وأضافوا بعد ذلك النفط بداخلها. واستخدموا خليط الفحم والراتنج (صمغ الصنوبر).
وفي عام 1880 وجد فرناندو فورست الفرنسي أول إشعال معناطيسي للضغط المنخفض. ووجد فورست أيضاً في عام 1885 مكربن ثابت مستوي لا يزال في إنتاجه على مدار سبعين عاماً. ولكن محل تاريخ نشأة السيارات عند فورست فتكمن في عمله ودراساته على محرك الإحتراق الداخلي. وقد وجد محرك ذو ست إسطوانات في عام 1888، وذو أربع إسطوانات عمودية في عام 1891، ومحرك ذو تحكم صميمي.
وكان استخدام الكثير من الوقود للسيارة كشف عن ضرورة تطوير الأساليب للتزود بالوقود. وحمل مستخدمي الوقود مستلزماتهم من الصيدلية أثناء سفرهم. وكانت هذه السوائل القابلة للإشعال توضع في مكان يسمى بـ«مخاطر التخزين» والذي أظهر ضرراً مستمراً فقد كان متداخلاً مع البنزين بشكل مستمر أثناء ورشة العمل. وعمل جون النرويجي مكان تخزين متصل بمضخة المياه وتم تعديلها بعد ذلك لتقع خارج المصنع تماماً. ولم يكن يعرف مقدار الوقود ولا مزايا الاختراع الذي قُدم. وظهرت في عام 1901 أول مضخة بنزين مع براءة الاختراع.
وأكتشف في تلك الفترة اختراعات أكثر وذات أهميات أخرى، وأهم تلك الاختراعات سيارات ذات إطار مطاطي. وأول من طور إطارات السيارات إدوارد وأندريه ميشلان وتولوا شركة «ميشلان» لإنتاج أحذية فرامل الدراجات التي أسست في كليرمونت_فيراند. وصنعوا أول سيارة «ايكلير» في عام 1895 معتمدين على هذا الاختراع. وتضخم إطار هذه السيارة إلى 5,6 كجم واستنفذوا قوة السيارة في 150 كم والتي كانت تسير بمعدل 15 كم في الساعة. وتأكد كلا الأخوين من جميع السيارات واستخدموا هذه الإطارات في غضون بضع سنوات، وقد أثبت التاريخ حقهم في هذا.
وعقب ذلك اكتشفوا اختراعات أكثر تعداداً. وطورا نظام المكابح ونظام الدريكسيون «نظام التوجيه». واستبدلوا العجلات المعدنية بدلاً من العجلات الخشبية. وبدأوا باستخدام محور الانتقال بدلاً من نقل الطاقة الكهربائية عن طريق سلسلة. واكتشفوا المقابس «بوجيه» التي توأمن تشغيل المحرك في البرد.

## نهايات القرن 19 _ بداية القرن 20
واعتباراً من هذه الفترة فقد سُجل التقدم التكنولوجي السريع للاختراعات والأبحاث، ولكن في نفس الوقت بدأ مستخدمي السيارات في مواجهة المشاكل والصعوبات الأولى. وتواجهوا أيضاً مع ظروف الطرق السيئة، فقد كان صاحب السيارة يعد نفسه مالكاً لشيئاً فاخراً ثميناً. فقد كانوا يعدونه تحدياً صعباً في حد ذاته حتى لو كان المحرك قادراً على التشغيل والعمل. وبسبب سوء الأحوال الجوية فكانت السيارات لا تستطيع حماية السائق والركاب ضد الغبار.

### صناع السيارات

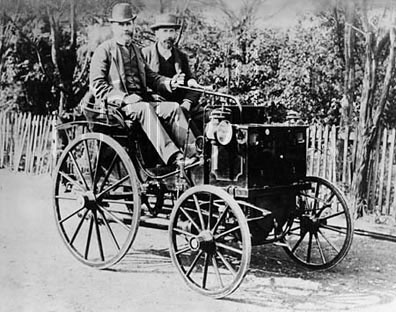
بنهارد_ليفسور (1890-1895)

فقد حان الوقت لدى العديد من الصناعيين لتحقيق إمكانات هذا الاكتشاف الجديد. فكان على صانع السيارات أن يذهب كل يوم لإعادة بناءها من جديد. وبدأت أول إنتاج سلسلة سيارات في عام 1891 وقام بإنشاءها بنهارد وليفسور. وعندما أكتشف أرماند بيجو سيارة بنهارد مستخدماً إياها فقرر تأسيس شركته الخاصة به في 2إبريل عام 1891. وبدأ ماريوس برليت في العمل عام 1896. وصنع لويس رينو وإخواته أول سيارة في بيلانكور (مترو باريس) بمساعدة فيرناند ومارسيل. وبدأوا في تأسيس صناعة حقيقية مسجلين تقدماً عديداً في ميكانيكية السيارة وأدائها.
وعند النظر إلى أرقام صناعة السيارات في القرن ال20 فنجد فرنسا هي بداية الانطلاق الحقيقي. فمجموع إنتاج السيارات في فرنسا في عام 1903 بلغ 30,204 أي مايعادل 48,77% من الإنتاج العالمي. وفي نفس العام أنتجت الولايات المتحدة الأمريكية ما يقرب من 11,235- وإنجلترا 9,437- وألمانيا 6,904- وبلجيكا 2,839- وإيطاليا 1,308. وفتح كل من بيجو ورينو وبنهارد مكاتب مبيعات في الولايات المتحدة الأمريكية وفي عام 1900 كان هناك نحو 30 شركة لصناعة السيارات في فرنسا. وفي عام 1910 بلغوا 57 شركة، وفي عام 1914 وصل عدد شركاتهم إلى 155 شركة. أما في الولايات المتحدة الأمريكية فكان هناك شركات صناعة سيارات عديدة وبلغ عددها 50 شركة في عام 1898، و291 في عام 1908.

### سباق السيارات
وقد مر تاريخ نشأة السيارات متداخلاً مع تاريخ سباق السيارات. فقد كان السباق مصدراً هاماً للتقدم حيث أنه لعب دوراً هاماً لكي يثبت للبشرية إمكانية التخلي عن الخيول واستبدالها بالسيارات. وقد أدت الحاجة إلى السرعة تقدم السيارات البخارية للأمام وتزويد قوة المحرك والبنزين. فكان السباق الأول يعتمد ببساطة على القوة والمتانة حتى أنه كان يعطي أهمية كبيرة لكلا الطيارين وصانع السيارات على حدٍ سواء. وكان يتضمن بين الطيارين المشاركين في هذا السباق أسماء هامة في تاريخ صناعة السيارات: دي ديون بوتون، بنهارد، بيجو، بنز وآخرون. وكانت مسابقة باريس _ روان هي أول مسابقة سيارات في التاريخ وقد نُظمت عام 1894. وانضم في تلك المسابقة سيارات تعمل ببنزين 14، وبخار7، وتسير حوالي 126 كم. وكان جورج بوتون هوالمتسابق الأول الغير رسمي والذي أنهى سباقه في 5ساعات و40 دقيقة بالسيارة التي صنعها شريكه ألبرت دي ديون. وأما رسمياً فلم تستطع هذه السيارة المشاركة في السباق لأن السيارة الفائزة بموجب القانون لابد أن تكون رخيصة ويمكن إدارتها بسهولة ولا تسبب أي ضرر أو خطر على سائقها. وفي الثامن والعشرين من نوفمبر 1895 أقيم أول سباق سيارات في الولايات المتحدة وفاز به جاي فرانك دوريا الذي قاد سيارة صنّعها مع شقيقه تشارلز دوريا. كان السباق دورة 54 ميل على طول شاطئ البحيرة من شيكاغو إلى إيفانستون في ولاية إلينوي، ثم عبر أحياء شيكاغو، ثم العودة إلى خط البداية.

وجذب عشاق السيارات العديد من التحديات. ومن ناحية أخرى فإنه لم يكن هناك أي بنية تحتية للسيارات ففي عام 1898 حدث أول حادث مميت. وتوفى مونتيجناك نتيجة حادث بسيارته. وبإسثناء هذا الحادث فلم يتوقف الناس عن المشاركة في السباق مجدداً. فقد كان كل شخص يستغرق وقتاً كبيراً ليستوعب ماهو عليه من حيث «عربات بدون أحصنة». وصرح هنري في جريدة L'Auto عام 1895 قائلاً: «السيارات هي ذوق خاص فقط بالأغنياء وقريب جداً سيكون لها استخدام عملي». ونتيجة لهذا السباق فقد ترك محرك الاحتراق الداخلي مكانه والذي أظهر قوة ومتانة على حد سواء ناهضاً وسط المحركات البخارية. ويبدو أيضاً أن السيارة مفيدة جداً للذهاب بها حيث تريد فقد استخدمت سيارة بيجو أيضاً من قبل أندريه ميشلان.

### كأس غوردون بينيت

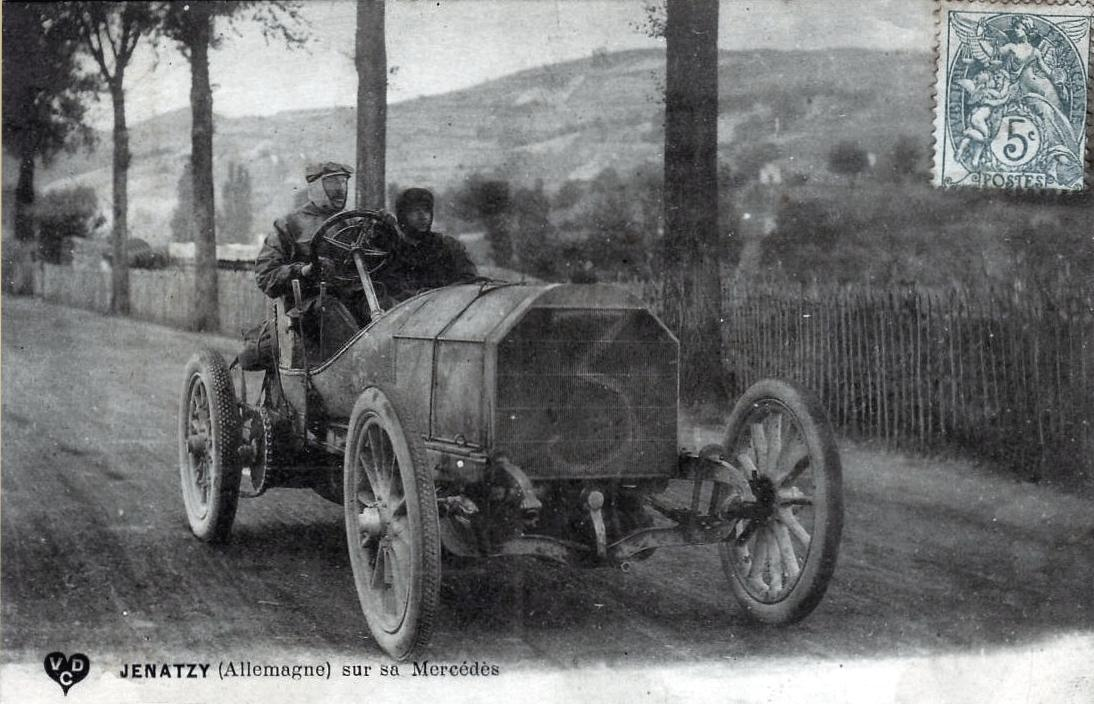
كميل جينتزي الحائز على كأس غوردون بينيت عام 1903، بسيارة مرسيدس أول سيارة سباق 35 عجلة قيادة إتش بي.

وفي بداية القرن ال20 كانت الصحف الكبرى صاحبة شهرة ونفوذ كبير. وكان تنظيم العديد من الأحداث والمسابقات الرياضية تجرى من خلال هذه الصحف. وأظهرت تلك التنطيمات نجاحاً كبيراً.
وكان جيمس غوردون بينيت الثري صاحب جريدة هيرالد بنيويورك عام 1889 قرر تنظيم مسابقات دولية تجمع بين المنتخب الوطني. وقامت فرنسا _الموجودة بين عدد الشركات المصنعة للسيارات_ باستضافة هذة البطولة. وبدأت مسابقة كأس غوردون بينيت للسيارات في 13 يونيو عام 1900 واستمرت حتى عام 1905. واحتلت فرنسا المركز الأول في المسابقة الأولى بمعدل سرعة 554كم\ساعة. وفازت فرنسا بالكأس أربع مرات مما يدل على حسن الإدارة في صناعة السيارات. وأقيمت مسابقة لهذا الكأس أيضاُ في ايرلندا عام 1903، وفي ألمانيا عام 1904.
كما ركض الملايين من الناس لمشاهدة هذه المسابقات ولكن لم يتخذ أي تدابير أمنية فيها. ومُنع تنظيم أي مسابقات أخرى على الطريق العام عقب سقوط عدد من الوفيات نتيجة حادث في مسابقة باريس _مدريد عام 1903. وتوفي نحو ثماني أشخاص في هذا السباق، وتم إنهاء المسابقة في بوردو قبل أن تصل إلى مدريد. وبعد ذلك بدأ تنظيم السباق في الطرق المنغلقة أمام حركة المرور (الطرق الغير مستخدمة للسير). وتم تأسيس مدرجات أسرع من أجل تجارب السرعة.
وبدأت في هذه الفترة بعض من أرقى المسابقات مثل: كأس جوردون بينيت:- 24ساعة في اللومان (1923)، مونت كارلو (1911)، انديانابوليس 500 (1911).

### تسجيلات السرعة

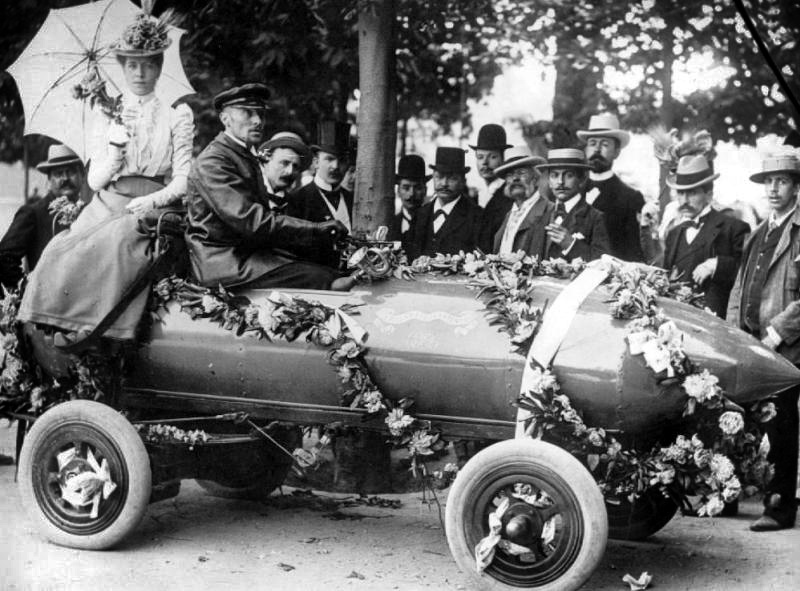
بعد أن حطم كميل جيناتزي الرقم القياسي في السرعة بالسيارة الكهربائية جيميس كونتنت قام بتزينها بالزهور.

وقد تمكنت السرعة من تحطيم الرقم القياسي في نفس زمن سباق السيارات، وهذه التسجيلات هي مؤشر على تطور التقنية ولا سيما في النوابض وأجهزة امتصاص الصدمات وعجلة القيادة. وبالإضافة إلى ذلك كانت هذه التسجيلات في السرعة وتحطيم الرقم القياسي بها فرصة إعلان هامة لصناعة السيارات وتطورها. ولم يتمكن من استخدام محرك الاحتراق الداخلي فقط من أجل الوصول إلى سرعة كبيرة. وتم العثور على النفط أو محرك البخار أو المحرك الكهربائي في محاولات تحطيم الرقم القياسي في السرعة لإثبات أن مصدر الطاقة هو المصدر الوحيد الفعال.
وتم إجراء القياس الأول عام 1897. أما القياس الزمني الرسمي الذي يعد قياس السرعة الأول قد تم تجربته على طريق (اتشره) بفرنسا في 18 ديسمبر عام 1898. وقدم غاستون دي سرعة 63,158كم\الساعة بسيارة كهربائية دوك دو جينتيود. وبعد هذه المحاولة بدأ تحدي السرعة بين كونت غاستون والبلجيكي كميل جيناتزي (البارون الأحمر). وفي بداية عام 1899 تم تغيير قياس السرعة أربعة مرات. وفي نهاية المسار تجاوز كميل جيناتزي الحد الأقصى للسرعة ليصل إلى 100كم\الساعة على طريق (اتشرس) بسيارة كهربائية تسمى جيميس كونتنت في 29 أبريل أو 1 مايو لعام 1899. ووصل لرقم 105,882كم\الساعة مجدداً. وبحلول نهاية القرن ال19 تم تقييم الكهرباء كمصدر للطاقة البديلة للسيارات من قبل المهندسون. فوضعت السيارات الكهربائية حداً للسيارات البخارية في مجال قياس السرعة.

### فترة ميشلان

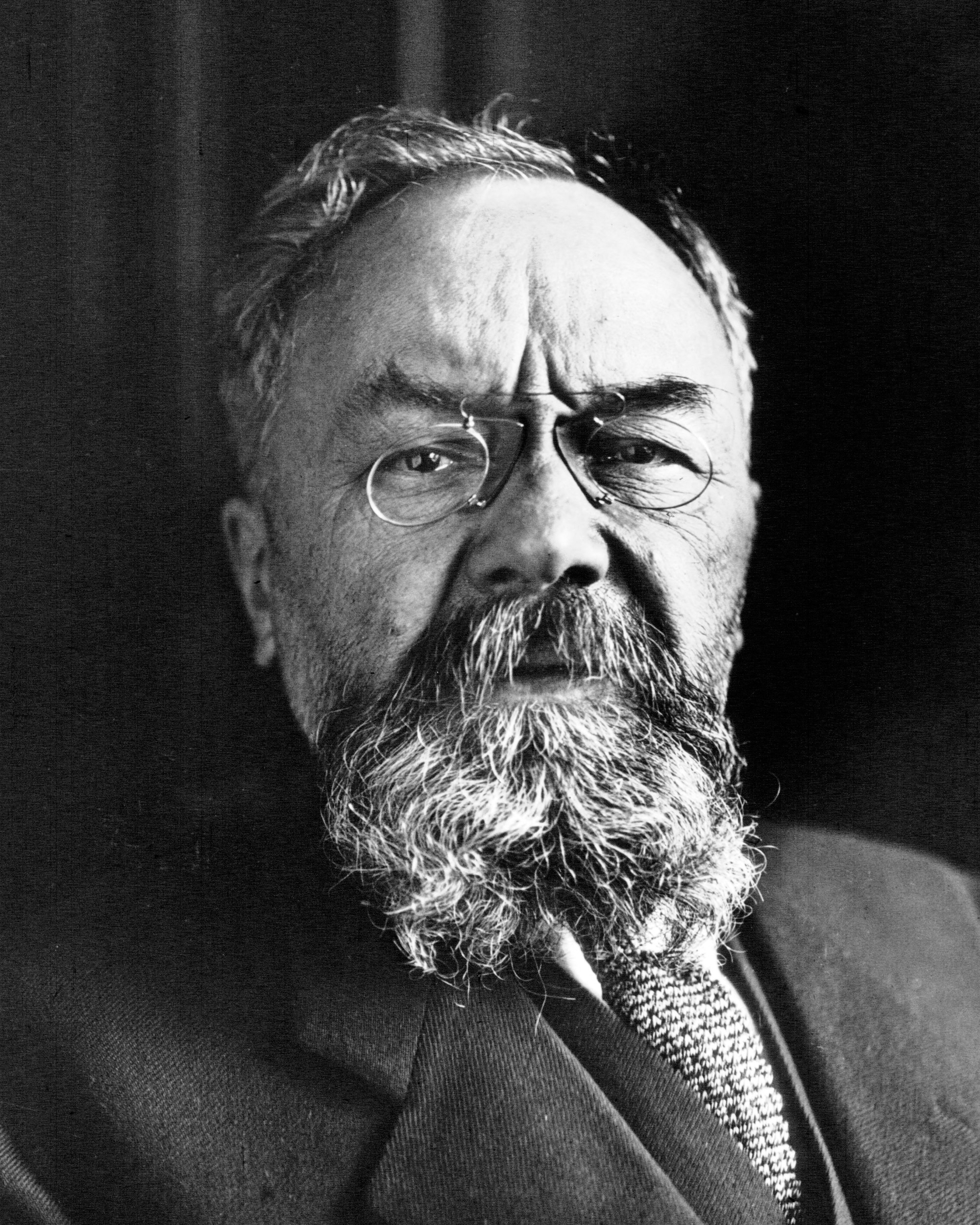
صورة خاصة لأندريه ميشلان في عام 1872

عُرف إخوة ميشلان بصناعة إطارات السيارات ومطورين لعجلات القيادة المطاطية من قبل جون بويد دنلوب في عام 1888. وكان تقدم التقنيق مهم جداً في إطار السيارات وكان يعد تحسين الطرق وتطورها ثورة في تاريخ السيارات للحد من المقاومة في التقدم والسير على الطريق. وقد أثبتت تجارب كونت غاستون أن 35% من إطارات السيارات أقل في المقاومة مقارنة مع العجلات السابقة. وتمكن ميشلان من تركيب أول إطار للسيارة ونزعه في نفس الوقت وحصل على براءة الاختراع المتطور في عام 1891 وملاءة بالهواء. ولكن هناك سبب آخر لفترة ميشلان في العقد الأول من القرن ال20.
وقام وزير الداخلية الفرنسية برسم خطوطو بيانية على الطرق لسير السيارات وتوصل إلى عمل خارطة طريق يمكن فهمها بسهولة حتى مستخدمي السيارات الذين لا يعرفون استخدام الخرائط. وعلى مدار عدة سنوات قام ميشلان _ الذي كان يعمل في خدمة الخرائط_ بجمع مجموعات متنوعة من المعلومات الجغرافية. وفي نهاية ذكرى كأس غوردون بينيت انتشرت أول خريطة لميشلان عام 1905. وعقب ذلك انتشر عدة خرائط فرنسية أخرى في مقاييس متنوعة. وتزعم ميشلان عمل إشارات المرور في عام 1910 ولوحات في الممرات الجبلية أيضاً. وهكذا لم يكلف مستخدمو السيارات أنفسهم العناء ليسألوا على المكان الذاهبين إليه والنازلين فيه. كما كان ميشلان رائداً في إدخال المعالم وتحديد الكيلو مترات على الطرق.
وفي نفس الوقت كان ظهور خارطة الطريق تساعد أيضاً في تطوير البنية التحتية للنقل العام. واعتباراً من يونيو 1906 قامت شركة النقل العام في فرنسا بوضع أول رحلة حافلات منتظمة. ومن هنا تحول سائق الحنطور إلى سائق سيارة أجرة. وكانت غالبية السيارات التي أنتجتها رينو في عام 1914 حوالي 10,000 سيارة. وتم تحديد الخطوط الأمامية لخارطة الطريق أثناء الحرب العالمية الأولى والتي تستخدم أيضاً لمشاهدة حركة الوحدات.

### المواد الاستهلاكية الفاخرة

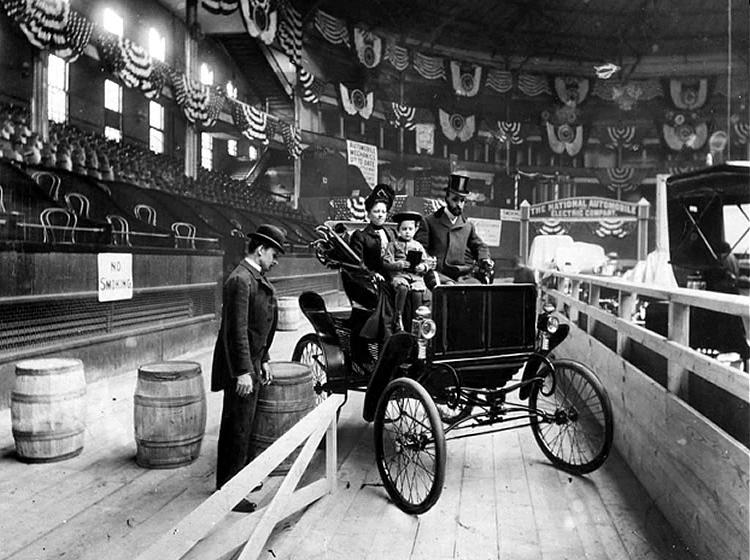
معرض سيارات بنيويورك عام 1900

أتاح المعرض العالمي عام 1900 الذي عُرض في باريس لإظهار التقدم في مجال العلوم والتكنولوجيا، ولكن السيارات والتي تعد مصدراً هاماً للتكنولوجية كانت لها مكاناً صغيراً جداً في هذا المعرض. ولازالت تعرض السيارات في نفس المجال مع العربات التي تجرها الخيول. ولكن لم يستمر هذا طويلاً.
وسيتم عرض السيارات في معارض المواد الاستهلاكية الفاخرة. وظهر في بارك دي تويلري في باريس عام 1898 معارض سيارات كبرى. واستطاعت فرنسا وحدها أن تتم دورتها (باريس _فرساي) بنجاح في هذا المعرض وقد قبلت سيارتها. واستدلوا على هذا المعرض بأول سيارة له تحمل اسم «المعرض الدولي للسيارات» وانفصلت السيارات الفرنسية عن باقي السيارات الأخرى عام 1902. وحضر هذا المعرض نحو 300 منتج سيارات. وتأسست «جمعية التشويق» عام 1895 من قِبل ألبرت دي ديون، بيير ميان، واتيان دي زويلن وعُرفت هذه الجمعية اليوم باسم «نادي السيارات في فرنسا».
ولازالت السيارات بعيدة عن تحقيق نجاحاً أكبر مما هي عليه. وقال فيليكس فور المتحدث باسم معارض السيارات عن النماذج المعروضة بإنها:- «قبيحة ورائحتها سيئة». ومع ذلك فهناك حشود ضخمة توافدت إلى المعرض لمشاهدة هذه المحركات. وامتلاك شخص ما للسيارة بدأ أن ينظر إليه باعتباره صاحب مركز اجتماعي، وبدأ الجميع بتزيين أحلامه. وأن تكون صاحب سيارة كبيرة وقوية جعل هناك فوارق بين طبقات المجتمع. وبإستثناء موديل فورد الذي تم انتاجه في عدد كبير فيتم صناعة السيارات الفاخرة فقط في أوروبا عام 1920. وكما قال المؤرخ مارك بوير «إن امتلاك السيارات مقتصر فقط على الأغنياء لتساعدهم في التنزه والتجوال».

### متاعب العصر

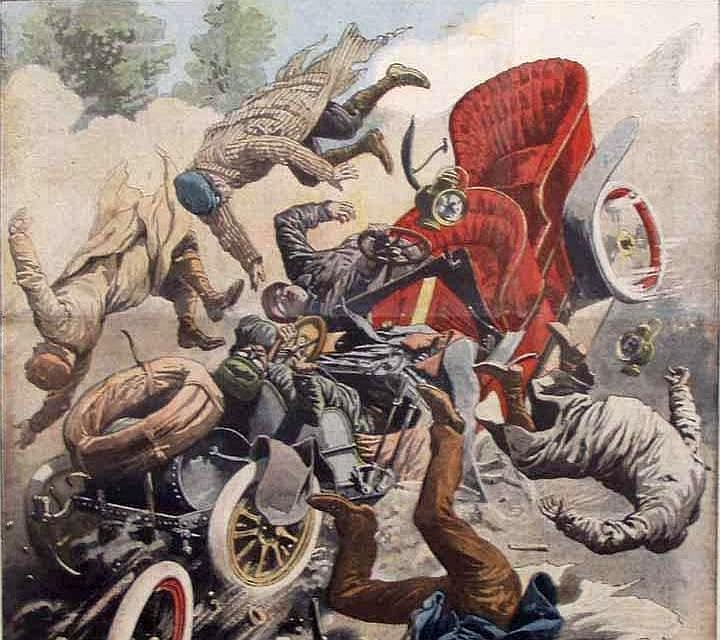
نمط حادث سيارة يوجين الذي أعلنته مجلة بوتيت

كانت العديد من السيارات محل جدل ونقاش ولكن لفترة قصيرة. وبينما كان عدد السيارات في تزايد مستمر لا يتمكن المنتجون من تطوير بنية تحتية مناسبة، حتى أن التجار قاموا بصناعة الدرجات لخدمة وإصلاح السيارات. وكانت السيارات تخيف الحيوانات حتى أنه أطلق على سائق السيارة اسم «قاتل الدجاج»، وأصبحت صاخبة جداً تنبعث منها رائحة كريهه. وتطلب هدوء المشاة في المدينة حظر السيارات العاطلة، ولم يتردد هؤلاء الناس الخارجون إلى الطريق برمي السماد أو الحجارة على السيارات. وبدأ الحظر الأول للسيارات عام 1889. وتشجع دي ديون بوتون على التنزه بسيارة بخارية في (نيس) وسط المدينة الإيطالية، وقدم المواطنون الخائفون والمندهشون من هذا الموقف عريضة لرئيس البلدة. ووفقاً للحظر الذي تم تشريعة في 21 فبراير عام 1893 قام رئيس البلدة بحظر تجول السيارات البخارية في وسط المدينة. ولكن خفف هذا القانون عام 1895، وسمح بتجول السيارات الكهربائية أو سيارات البنزين بشرط أن تكون سرعتها أقل من 10كم في الساعة.
وقد تم تغيير النهج الثقافي أيضاً من جذوره بشأن النقل، بالإضافة إلى توفير مرافق نقل السيارات. وكان يصعب مرور الصراع بين الدين والتطور التقني في بعض الأحيان. فقد خرج رجال الدين المسيحيون ضد «هذه الماكينات التي تشبه الشيطان كثيراً من الإنسان».
وأعلن عام 1902 القانون الأول للطريق السريع، وأعطت المحكمة العليا الفرنسية البلدية سلطة وضع القوانين وسنها المتعلقة بالمرور في المدن الرئيسية. وأعلنت البلدة إشارات المرور الأولى بما في ذلك الحد الأقصى للسرعة مابين 4كم، 10كم على وجه الخصوص. واعتباراً من عام 1893 أعلن القانون الفرنسي الحد الأقصى للسرعة في أماكن البناء المعمورة لتصل إلى 12كم في الساعة و30كم في الساعة كحد أقصى للطريق السريع. وهذه السرعات أقل بكثير من صنع عربات بأحصنة. وأغلقت بعض الشوارع أمام حركة المرور في بعض المدن مثل باريس التي زيد بها عدد السيارات في وقت قصير. وبعد فترة وجيزة ظهرت أول رخصة سيارة ولوحات.
وعلى الرغم من وضع القوانين إلا أنهم يرون أنها تشكل خطراً على بعض السيارات. وقام امبرواز كولن المحامي بإقامة اجتماع سماه «التحالف من أجل تجاوزات السيارات» وأرسل رسائل لجميع صناع السيارات يطلب منهم التراجع عن هذه الصناعة الجديدة. ومع ذلك لم تغير هذه الرسالة مجرى التاريخ.

### المغامرة
اختصرت تطوير السكك الحديدية في القرن ال19 وقت السفر، وجعلت من الممكن الذهاب إلى مسافات أبعد بأقل تكلفة. أما السيارات فقد أمنت شعور جديد بالحرية، وأعطت الاستقلال الذاتي في السفر الذي لا يمكن للقطار أن يأمنه بشكل كامل. فالمسافرون بالسيارات يمكنهم التوقف أينما ووقتما يريدون. وتجمع العديد من مستخدمي السيارات في فرنسا وخاصة العاصمة باريس. وفي وقت قصير بدأت السيارات في الانتشار أكثر كآلة للمغامرات بعيداً عن العاصمة. ومن هنا برز مفهوم السياحة، وكتب لويجي أمبروسيو:- أن السيارة المثالية هي صاحبة استقلال حر ويمكن للجميع الذهاب بها سريعاً، فإن فن صناعة السيارات هو القدرة على تجاوز الوقت. وقدم أعضاء نوادي السيارات اقتراحات ومعلومات عن الخدمات التي تواجههم أثناء السفر والرحلات لأن السائح الحقيقي لم يكن يعرف من قبل أين يأكل وينام.
وامتددت طرق المصايف لتأخذك إلى سواحل نورمان المفضلة لدى المصيفون الفرنسيون. وأظهرت سيارات دوفيل وسائل الانتقاء الطبيعي في الطرق الطويلة الواسعة ومعها بدأت ظهور أول اختناقات المرور. وقام الصيفون ببناء المرائب في المدن لتمكنهم من استخدام السيارات وعندما ابتعدوا عن مركز المدينة أسسوا مركزاً جديداً لخدمات صيانة السيارات.
واستخدام السيارات هو مفامرة في حد ذاتها. وعند السفر بالسيارة فهو خطر بقدر مشقتها أيضاً. وظل السائق مضطراً على تدوير المرفق المتصل مباشرة بالمحرك في الجزء الأمامي من السيارة لبدء تشغيل السيارة. فمن الصعب للغاية تدوير هذا المرفق بسبب نسبة الضغط العالي. وبعد تشغيل المحرك إذا عادت الرافعة أو المرفق مرة أخرى لمكانه فيمكن للسائق المهمل أن يفقد إصبع الإبهام أو حتى ذراعه بالكامل. ومن تلك الفترة لم يطلق على سائق السيارات اسم "şoför" وهي كلمة "chauffeur" بالفرنسية وتعني «سخّان». وفي هذه الفترة اضطر السائقون أن يقوموا بتسخين المحرك بالوقود قبل بدء تشغيل السيارة.
واضطر السائق والركاب بتغطية السيارات لحمايتهم من الأمطار والريح والأحجار لأن معظم السيارات لم يتم غلق أعلاها حتى الآن. لفتت السيارات التي دخلت القرى الانتباه فوراً بقبعاتها التي تشبه قبعات النساء وهذا النوع من القبعات بدأ استخدامها مع ظهور الزجاج الأمامي.

### انتشار السيارات

#### المجرمون والسيارات

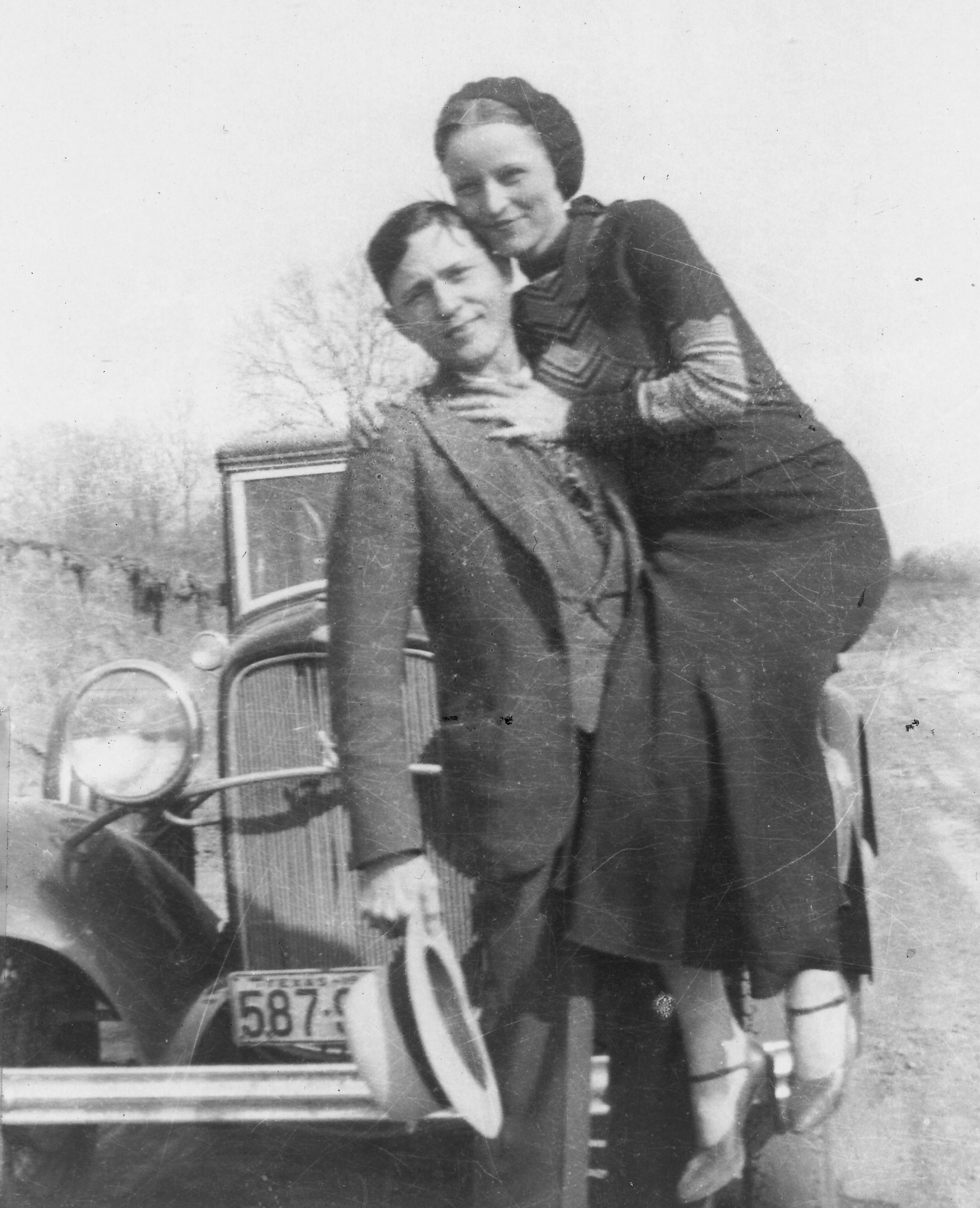
بوني & كلايد عام 1933

انتشار السيارات الفاخرة في مدة قصيرة لفتت انتباه اللصوص وفضلاً عن سرقة السيارات فقد أصبحت آلة لدى مرتكبوا الجرائم للهرب سريعاً بعيداً عن مكان الحادث. وعصابة بونت هي واحدة من أكبر العصابات المميزة التي استفادت من السيارات كأداة جنائية. ويعد جورج كليمنصو أول من خلق قوة شرطة متنقلة ومستخدمة للسيارات عام 1907.
وهناك العديد من المجرمون واللصوص المختصون بسرقة السيارات وعلى سبيل المثال بوني وكلايد اللصان المشهوران الذان قُتلوا في سيارتهم أثناء الفرار من الشرطة. ويُذكر أيضاً آل كابوني صاحب سيارة كاديلاك 85 تاون سيدان ذات محرك 78 وسرعة 130كم في الساعة، والذي قام بصناعتها فريق جيد للغاية من حيث الأمن وتصفحيها. وبعد إلقاء القبض على آل كابوني استخدم رئيس الولايات المتحدة الأمريكية فرانكلين ديلانو روزفلت هذه السيارة كآلة رسمية له.

#### السيارات في السينما
وكانتا السينما والسيارة المتوجدتان في نفس الوقت والزمان على اتصال ببعضهما من البداية. وأصبحت السيارة في السينما كمصدر للإبداع في وقت قصير. وفتنت المطاردات مع السيارات الناس أما حوادث السيارات فقد أضحكتهم. ويتم تصوير مشاهد السيارات على شكل قصص التهريج. واستخدمت السيارة أيضاً في المرآب بكثرة والتي كانت واحدة من الأفلام القصيرة الأولى وخاصة في كوميديات لوريل وهاردي. ويتكون هذا الفيلم من مشهد كوميدي متعلق بالسيارات فقط. وقد استخدم موديل فورد تي على وجه الخصوص في كثير من الأفلام. فالسيارة ملحق لا غنى عنه في السينما. فقد استخدمت بطرق مختلفة حتى أنه تم استخدامها لنقل جثث لأشخاص قُتلوا على يد المافيا، وفي مشاهد رومانسية أيضاً عن تقبيل العاشقين في السيارة. وبعد ذلك استخدمها الأبطال في أفلام عديدة مثل كريستين وعلة الحب.

### نهاية هيكل العربة الحصان

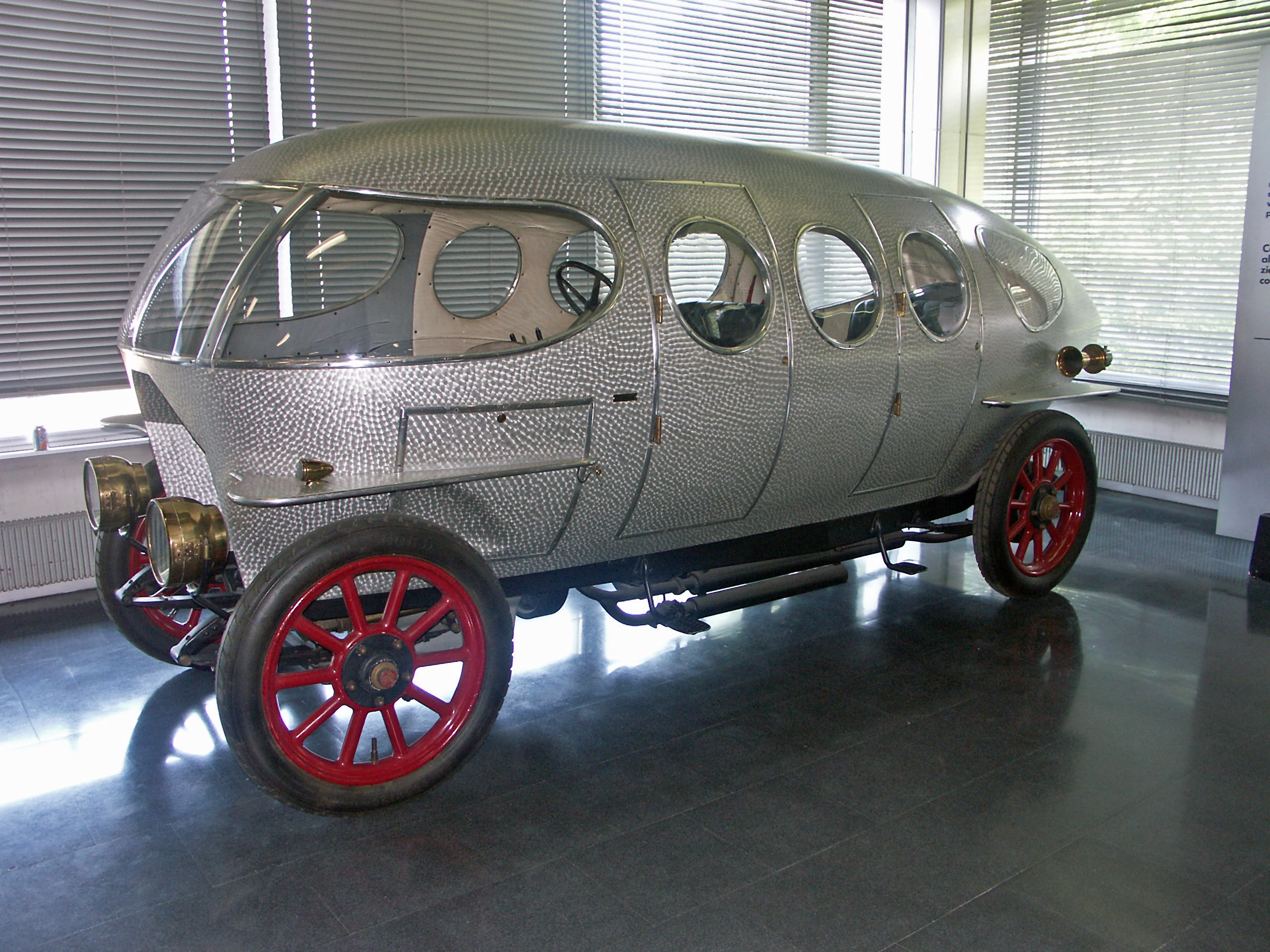
سيارة A.L.F.A 40/60 HP. التي صُممت من قبل كاستجنا

وفي بداية القرن ال20 بدأت تغيرات تجرى في هياكل السيارات وكانت أولى السيارات تشبه عربات الأحصنة من ناحية الشكل والنظام على حدٍ سواء. وحصلت السيارات على حريتها وتغيرت أشكالها في نهاية عام 1900.
وأول تصميم هيكلي كان خاص بسيارة دي ديون بوتون والذي كان يحمل اسم "vis-à-vis" وتعني وجهاً لوجه بالفرنسية. وهذه السيارة قصيرة جداً وتصميمها على شكل حمل أربعة أشخاص يجلسون وجهاً لوجه. وفي تلك الفترة ظهر جان هنري لابوريت أكثر شخصاً مبدعاً في هياكل السيارات فقام بتغيير شكلها وتطويرها على هيئة أشكال طائرة وقوارب.
وحاول بعض رواد التصميم عمل تصميمات هوائية للسيارات عام 1910. وهناك مثال على تلك السيارات " A.L.F.A 40/60 HP" والتي صُممت من قبل كاستجنا بهيكل على غرار بالونات مُسيرة.

## عام 1910-1940

### تايلور
قام الاقتصادي الأمريكي والمهندس فريدريك وينسلو تايلور بوضع نظرية الإدارة العلمية وأسماها «تايلور»، وأدت هذه النظرية إلى جدال ونقاش في عالم السيارات ولا سيما مع بداية تنفيذها من قبل هنري فورد. وفتحت أيضاً عهداً جديداً في تاريخ السيارات خلال مدة زمنية قصيرة. وكشف منتجو السيارات الأمريكيون عن فلسفة هذا الأسلوب ونظريته اعتباراً من العام 1908. وأطلقوا على إدارة الفورد والتايلور مسمى «الفوردية» ولم يتم تطبيق هذا الأسلوب من قبل فورد فقط فقد بدأت مجموعة رينو بتطبيقه أيضاً في فرنسا، فانتشر التايلور تماماً عام 1912.
أن صناعة التايلور أو الفورد في عالم السيارات هو أكثر من مجرد قرابة من الثورة الصناعية. ومع هذا الأسلوب قام الحرفيون بعمل بضاعات إستهلاكية فاخرة لمجموعة متميزة فقط، ولجأوا إلى عمال متخصصين الذين صنعوا نتاج عادي لمجموعة جماهير كبيرة. وفي بداية القرن ال20 واجه الموظفون العديد من المشاكل مثل:- عدم وجود موظفون مؤهلون، والتغيب، وإدمان الكحول. وعلى النحو الذي اقترحه التايلور فقد خفضت تكلفة الإنتاج بشكل كبير مع إنشاء خطط إنتاج لا تتطلب عمالة ماهرة أو ضئيلة بشكل ما لكي تسمح بتوفير كتلة أكبر من الإستهلاك لهذا النمط الجديد من النقل.

### التطور السريع في الولايات المتحدة
تطورت صناعة السيارات سريعاً ولأن فرنسا هي الرائد في تصميم السيارات فتعد أيضاً رائداً في صناعة السيارات في الولايات المتحدة. ووصلت صناعة السيارات في الولايات المتحدة بالفورد والجنرال موتورز إلى ارتفاع سريع. وهناك عوامل ساعدت على هذا النجاح مثل توحيد المنتجات والمعايير الاقتصادية، واقتصاديات العمل، وإدارة الأعمال. وظهر العديد من السيارات العملاقة بالولايات المتحدة بين العامي 1920-1930 وأنشئت الكرايسلر عام 1925، والبونتياك عام 1926، والأسال عام 1927، والبليموث عام 1928.
وفي عام 1901 قامت الشركة الأمريكية أولدز موتور للسيارات ببيع 12,500 سيارة خلال ثلاث سنوات من موديل واحد. وكانت سيارة فورد موديل تي أول سيارة أُنتجت وفقاً لمبادئ «خطط الإنتاج» الناتجة عن التايلور وهي السيارة الأكثر مبيعاً في العالم في ذلك الوقت. وبيعت 15,465,868 سيارة من الفورد موديل تي بين العامي 1908-1927 والتي تعد سيارة الشعب الأولى.
وأنتجت بريطانيا العظمى 2,500 سيارة فقط بينما أنتجت فرنسا والولايات المتحدة ما يقرب من 25,000 سيارة عام 1907. وزاد عدد صناعة وإنتاج السيارات في خطط الإنتاج. وفي عام 1914 أُنتجت 485,000 سيارة في الولايات المتحدة، وبلغ إنتاج الفورد تي 250,000، وفي نفس العام وصل العدد في فرنسا إلى 45,000، وفي بريطانيا العظمى 34,000، وفي ألمانيا 23,000.

### الحرب العالمية الأولى

#### سيارات أجرة مارن

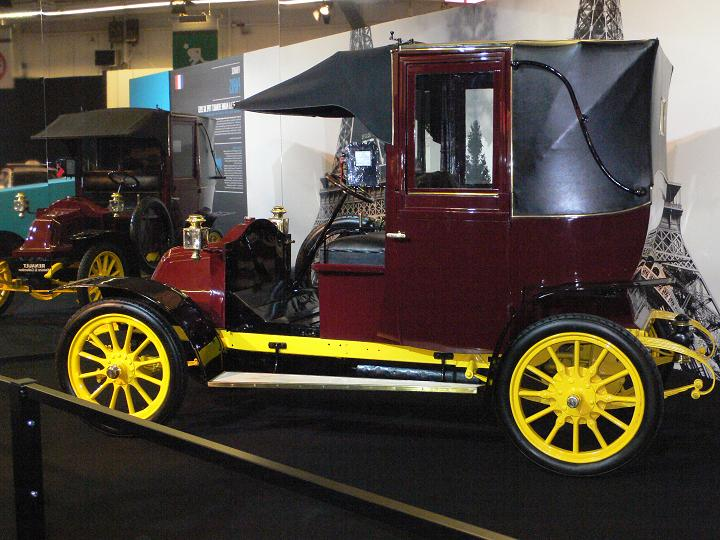
سيارات أجرة مارن، معرض باريس للسيارات 2008

لعبت السيارة دوراً هاماً أثناء الحرب العالمية الأولى. فإن الجنود العساكر الذين اعتادوا على استخدام الخيول استفادوا كثيراً من السيارات للقدرة على التحرك سريعاً. واستخدموا السيارات أيضاً لنقل الذخيرة والمؤن إلى الجبهة. وغيرت السيارات تنظيم الجبهة الأمامية والخلفية على دٍ سواء. ونقلت الشاحنات الجرحى من جبهه إلى أخرى. واستبدلت سيارات الإسعاف التي تجرها الأحصنة بسيارات إسعاف ذات محرك.
أما سيارات أجرة مارن فهي خير مثال على الابتكار التي أدلت بها الصناعة في عالم السيارات. وخططت فرنسا لهجوماً كبيراً عام 1914 نتيجة لسباق جبهة الألمان. وتوجب وصول قوات الاحتياط الفرنسية سريعاً إلى الجبهة لوقف الزحف الألماني. وحينها كانت القطارات غير صالحة للاستعمال أو ليس لها القدرة الكافية على الاستعمال. وقررت باريس استخدام سيارات الأجرة لحمل جنود الجنرال جوزيف غالياني للجبهة. وأُعطي أمراً بتعبئة عامة لجميع سيارات الأجرة في 7 سبتمبر 1914، وفي غضون خمس ساعات أصبح 600 سيارة أجرة تحت أمر قيادة الجيش. وقامت هذه السيارات بحمل 5,000 جندي إلى الجبهة مرتين ذهاباً وإياباً. وبهذه الفكرة تحررت فرنسا من احتلال ألمانيا. ولأول مرة تُستخدم السيارات في الحروب فاكتسبت دعماً كبيراً لتطوير الصناعة أكثر.

#### سيارات الجنود

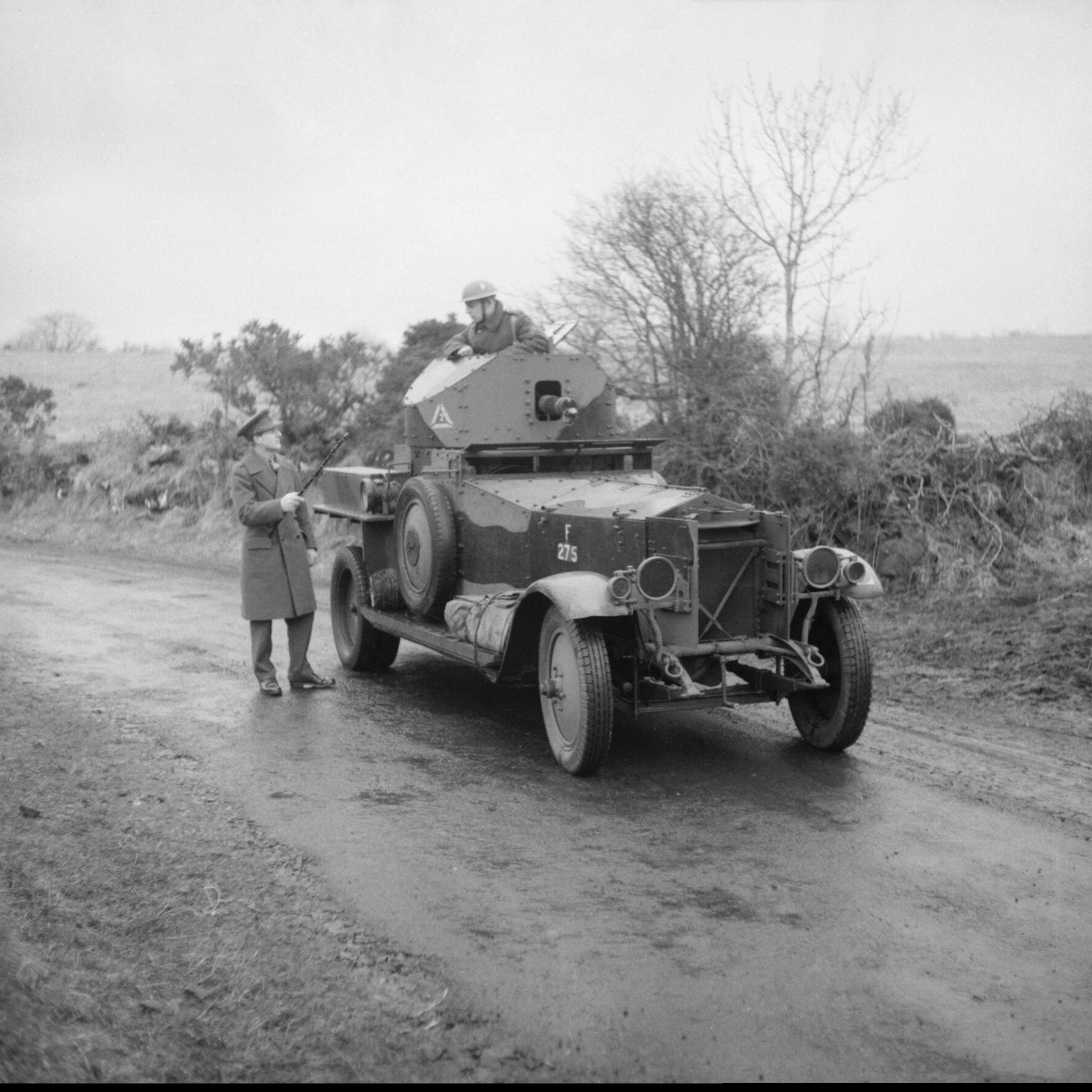
سيارة رولز- رويس الإنجليزية أثناء الحرب العالمية الأولى

ومع بداية الحرب تحولت السيارة إلى آلة حرب خلال وقت قصير. وقال العقيد الفرنسي جان باتيست اتيان حول استخدام السيارات لأغراض عسكرية:- «النصر هو القدرة على الفوز بسيارة يمكن أن تتحرك في جميع أنواع التضاريس». وصمم عربة مدرعة تتحرك بزناجير تشبه الدبابة بخطوط كبيرة ضخمة. وسيارات رولز-رويس سيلفر غوست البسيطة مغطاة بلوحات مدرعة ومدفوعة للجبهه.
وكما ساهم الجميع في الحرب من جميع أنحاء البلاد ساهمت أيضاً شركات سيارات كبرى في الحرب خلال هذه الفترة. وقبل بداية الحرب العالمية الأولى بدأت سيارات برليت بتوفير معدات للجيش الفرنسي. وأنتجت شركة بنز للسيارات مايقرب من 6,000 ناقلة جند. وصنعت شركة دايملر قطع غيار للغوصات. أما شركة فورد فقامت بصناعة الطائرات وسفن الحرب. وبدأت رينو بإنتاج أولى الدبابات الحربية فأدى استخدام السيارات بهذا الشكل إلى زيادة عدد الضحايا في ساحة المعركة. ومكنت من اجتياز العقابات الغير سالكة وفتح النيران على العدو.
وانتهت الحرب يوم11 نوفمبر عام 1918. وبعد الحرب اختفت شركات السيارات الصغرى ولا تزال الشركات الكبرى القائمة على إنتاج الذخيرة والإمدادات العسكرية فقط. وعلى الرغم من أن هناك بعض الشركات لم تعمل مباشرة في مجال السيارات إلا أن التقنيات لديها كانت مفيدة لصناعة السيارات وأيضاً المواد التي تم تطويرها من قبل شركة هيسبانو-سويسا وبوجاتي التي تقوم بصناعة محركات الطائرات.

### الفترة مابين الحربين العالميتين

#### أوروبا وتنفيذ النموذج الأمريكي

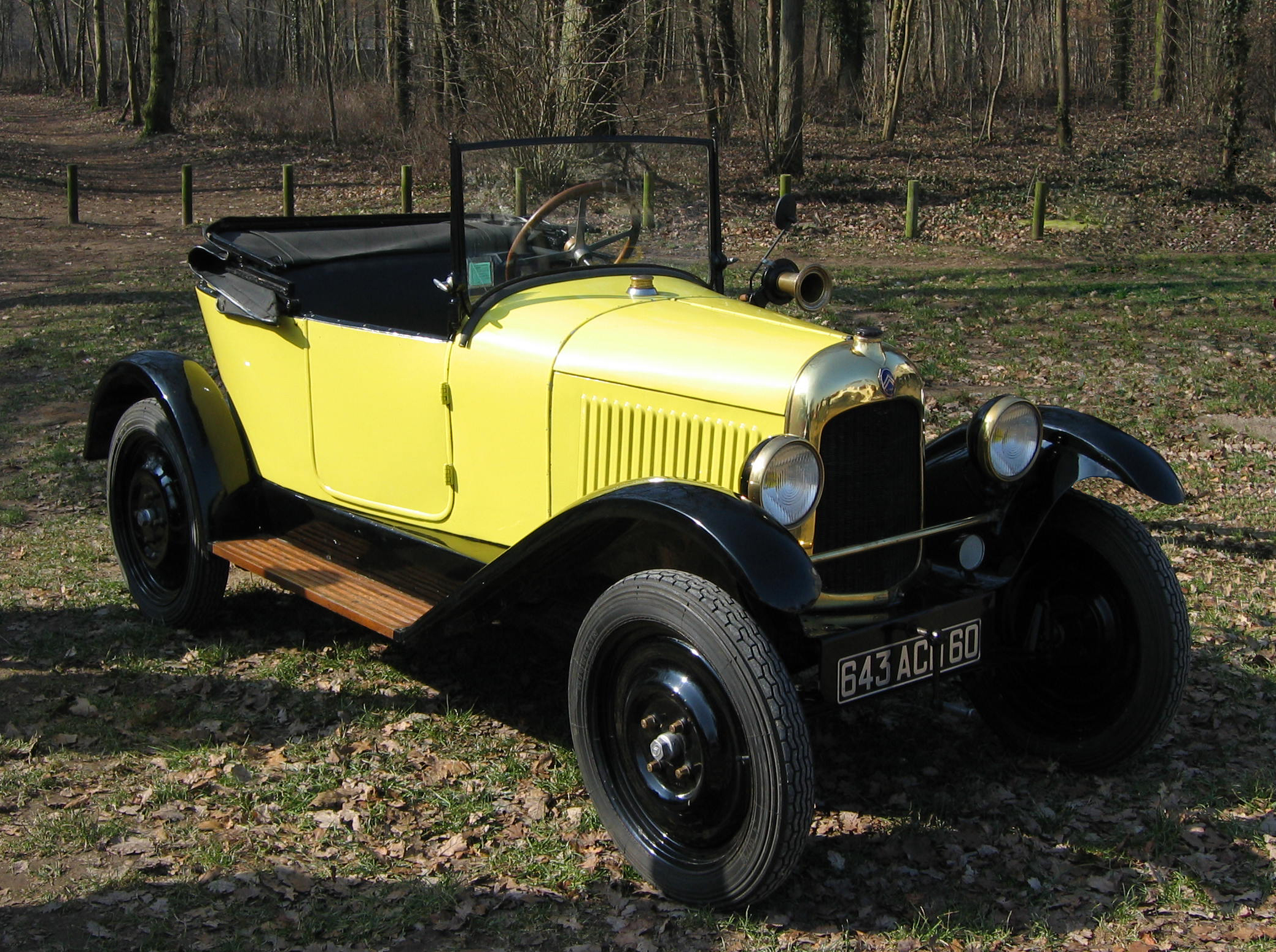
"سيتروين نوع C" سيارة الشعب وأُنتجت عام 1921

وبعد انتهاء الحرب العالمية الأولى عام 1918 دُمرت المصانع وضعُفت الصناعة والاقتصاد. وبدأت أوروبا بتنفيذ النموذج الأمريكي للنهوض بالصناعة مرة أخرى. ويعد أندريه سيتروين واحداً من أنجح الصُنّاع في تلك الفترة حيث أنه قام بتقليد النموذج الأمريكي وأسس شركة سيتروين عام 1919، وأصبح ناجحاً في فترة وجيزة بابتكاراته التي قدمها في عالم السيارات. وقام أندريه أيضاً بزيارة هنري فورد في الولايات المتحدة وتعلم أساليب الإنتاج التي تطبق في مصانع السيارات بالولايات المتحدة.
ولكن النموذج الأمريكي هذا كان بعيداً عن أسلوب الإنتاج فهو ذو أهمية كبيرة لتنمية سيارة الشعب مثل فورد موديل تي. وبدأ العديد من مصنعي السيارات في إنتاج السيارات على غرار هذا النوع. وقدمت فرنسا إعفاءات ضريبية للشركات العاملة في مجال إنتاج السيارات الصغيرة.

#### سنوات الجنون

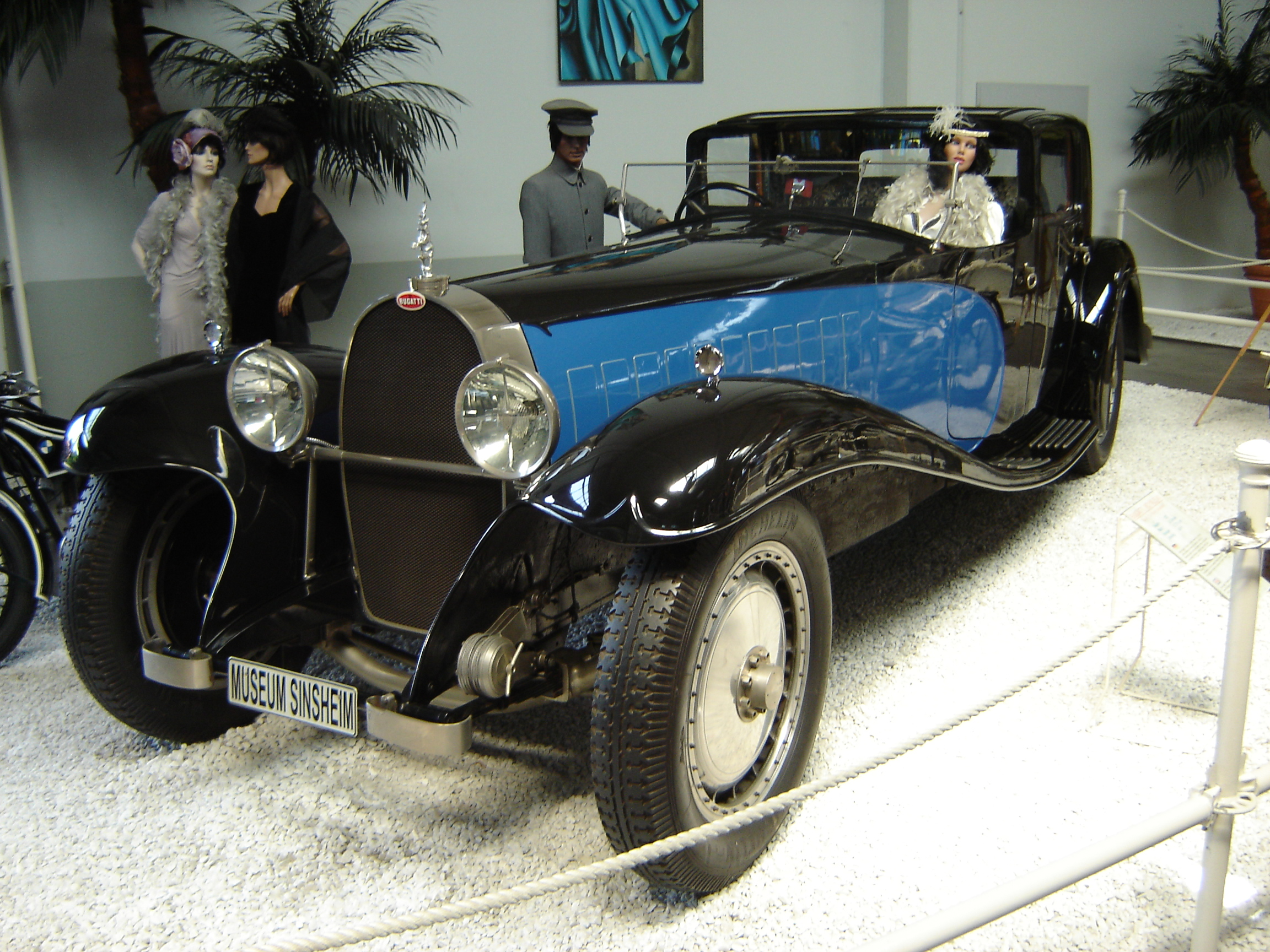
بوجاتي رويال التي فتنت الجميع

تطورت أوروبا في عشر سنوات وعززت صناعة السيارات، وفي عام 1926 توحدت البنز والمرسيدس وقام منتجو السيارات الرياضية والفخيمة بتأسيس شركة مرسيدس-بنز. وأصبح فارديناند بورشيه المدير الفني لهذه الشركة بين العامي 1923-1929. ونتيجة لهذا الاتحاد بين الشركتين أُنتج نموذج "S" وظهرت نماذج أخرى أكثر رياضياً مثل: SSKL، SS، SSK وأما الـ بي إم دبليو فقد تحولت إلى نجاح تام عام 1923.
وبينما نجحت السيارات في الوصول إلى عدد جمهور أكبر ظهرت سيارات أخرى عام 1920 تعتبر من أجمل التصاميم في كل العصور. وتعد هذه السيارات الفاخرة رمزاً للثروة التي تم الحصول عليها مرة أخرى عقب الأوقات الصعبة. وهناك نموذجين من أبرز نماذج تلك الفترة وهما:- نموذج «تيبو8» لإسوتا فرستشين ونموذج «نوع H6» لهيسبانو سويسا. وأولى هذه السيارات هي صاحبة حجم كبير جداً ومحرك 6,6 لتر وثانيها ذات محرك 5,9 لتر.
نجحت شركة بوجاتي أيضاً في هذه الفترة. وهناك جان بوجاتي المسئول عن تصاميم السيارات وقع عقداً بتصميم جديد ذات منحنيات كبيرة ومتحدة بشكل أنيق ونشأ بحركات واسعة جريئة. ويعد نوع بوجاتي من السيارات الأكثر شيوعاً في تلك الفترة، وتم إنتاج «رويال» عام 1926. وهذا النموذج هو ماركة سيارة الأكثر فخامة والتي صُنعت خصيصاً لأجل الحكام والنخبة فقط. وهذه السيارات ذات محرك 14,726 لتر والمسافة بين قاعدة العجلات 4,57 متر ويصل سعرها لأكثر من 500,000 فرنك فرنسي.
وعلى الرغم من ظهور الرولز-رويس عام 1906 كعلامة تجارية بريطانية إلا أنها تطورت عام 1920. وبرز نوع السيارات هذا كأغلى الأنواع ولكنه الأفضل في العالم نتيجة لمبيعات الرولز الناجحة وشراكة رويس الكمالية وجودة الالتماس. وهذه هي الفترة القصيرة المزخرفة في تصميم السيارات والتي هي جزء هام من هياكل السيارات.

#### أزمة اقتصادية جديدة

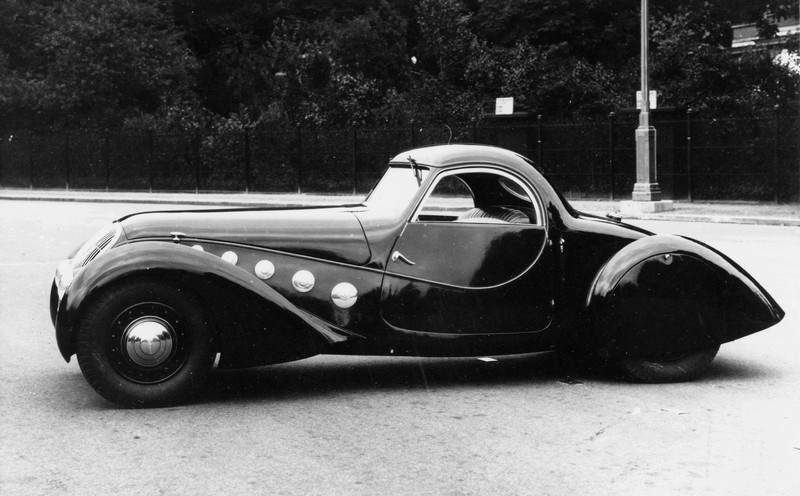
بيجو402 الممثلة في فرنسا

وكانت الفترة ما بين الحربين العالميتين بمثابة العصر الذهبي للسيارات الفاخرة بسبب تقدمها من حيث الموثوقية وتحسين البنية التحتية للطرق ولكن تعديل وسنّ قوانين السيارات يعد بداية الطرق بعد ذلك. وتتفاخر فرنسا كونها صاحبة أفضل طرق في العالم في تلك الفترة. ولكن أثّر «الخميس الأسود» يوم الكساد الكبير على صناعة السيارات بشكل سئ للغاية عام 1929 مثل الاقطاعات الاقتصادية الأخرى. وقد تم إنتاج 2,500,000 سيارة عام 1930 في الولايات المتحدة بينما تم إنتاج 1,500,000 سيارة فقط عام 1932. وأعقب تلك الفترة «سنوات الجنون» بما في ذلك الشكوك وعدم اليقين.
وعرض منتجون أمريكيون وأوروبيون نماذج للبيع أكثر اقتصاداً وأسرع وأخف وزناً لزيادة إنتاج السيارات. وقد لعب التقدم دوراً هاماً الذي أمن تحسين علبة التروس والمحركات في ظهور تلك النماذج. ولقد كان هذا المشهد ثورة جمالية حقيقية أيضاً في هذه الفترة. وظهر الحنطور والكوبيه أيضاً كنماذج للسيارات. وبدأوا باستخدام تصاميم الديناميكا الهوائية بناء على المحركات التي تطورت تدريجياً مستفيدين من الطائرات. وتغير نمط الهيكل إلى حدٍ كبير. وكانت السيارات ذاتهياكل مفتوحة بنسبة 90% حتى عام 1929. والآن يعملون على تحسين الوضع الأمني وسهولة الاستخدام والراحة متبعين اسلوب منطقي في الإنتاج.

### نقطة التحول في السيارات

#### الدفع الأمامي

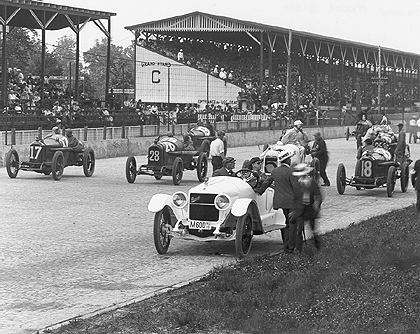
خط انطلاق انديانابوليس 500 عام 1913

لم يكن هناك اهتمام كبير بقوة الدفع للمحرك الأمامي من قبل الشركات المصنعة للسيارات. واعتباراً من العام 1920 قام مهندسان بعمل تجارب للمحرك الأمامي خصوصاً في سباق السيارات. وفي عام 1925 انضم إلى السباق 500 سيارة انديانابوليس نموذج «8جونيور» ذات دفع أمامي والذي صُمم من قبل ديورانت كليف. وأكتمل باعتباره ثاني أدوات التنصيف العام التي تم قيادتها من قبل ديف لويس. واستمر هاري ميلر صانع السيارات في استخدام هذه التكنولوجيا في سباق السيارات ولكنه لم يستخدمها في الإنتاج.
وعلى الرغم من أن الفرنسي جان ألبرت غريغور وضع مبادئ لشركة تراكته عام 1929 إلا أنه كان يجب عليه انتظار الأمريكيان كورد وروكستون لإحداث تأثير كبير وهام نحو الدفع الأمامي. وبيع حوالي 4,400 سيارة من نموذج "L/29". وفي عام 1931 مر إلى هذه التكنولوجيا نموذج فرونت. ولكن بعد عدة أعوام من هذا الاستخدام الكبير للتكنولوجيا بدأت نماذج سيتروين تراكشن أفانت في الظهور. وحسّنت فوائد الدفع الأمامية قبضة الطرق وخفضت مركز الثقل.

#### هياكل ذات حجم واحد

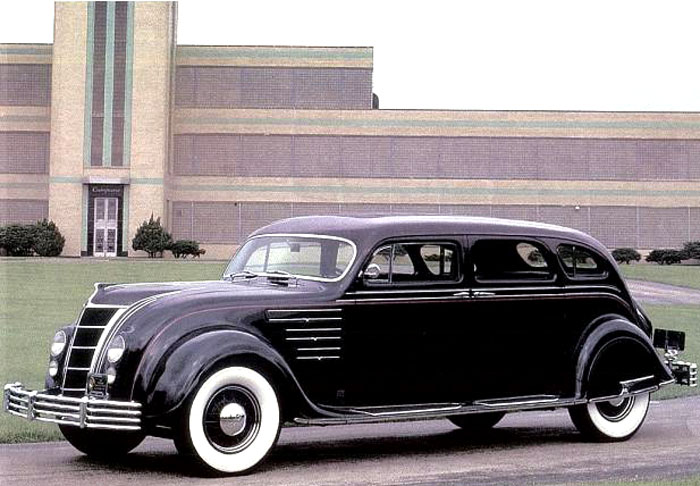
نموذج كرايسلر أيرفلو عام 1935 الذي استخدم هيكلاً ذات حجم واحد

استخدام هياكل للسيارات ذات حجم واحد هو نقطة تحول هامة لإنتاج السيارات. وبدأوا باستخدام لانشيا عام 1920 منذ فترة طويلة من تنفيذ هذا النوع من الهياكل على نطاق واسع. واستبدلت فينتشنزو لانشيا _التي تشبه الزوارق _ هيكل السيارة الكلاسيكية بدلاً من الألواح الجانبية وطورت الهياكل الصلبة والمقاعد التي يمكن تركيبها. وهذا الهيكل زاد من قوة السيارة إجمالاً. ولانشيا هي أول نموذج صاحب هيكل بحجم واحد والتي عُرضت في معرض باريس للسيارات عام 1922. وزاد استخدام المادة الصلبة في السيارات. وصُنع النموذج الأول من سيتروين جميعه بالصلب. واعتباراً من العام 1930 بدأ العديد من منتجي السيارات باستخدام هذه الهياكل. ويمكن أن نعد من بين هؤلاء: أيرفلو التي ظهرت عام 1934 لكرايسلر، وزفير التي ظهرت عام 1935 للينكولن، أو نموذج "600" لناش.

## منتصف القرن ال20

### الحرب العالمية الثانية
أثناء الحرب العالمية الثانية أختفت السيارات تقريباً في أوروبا وحلّ مكانها الدرجات وسيارات الأجرة. وخلال هذه الفترة لم يتسطيع أصحاب السيارات الخروج من المرآب بسبب نقص البنزين. وظهر أيضاً خلال تلك الفترة محركات سيارات تعمل بالغاز بدلاً من محرك البنزين. ويعد بنهارد هو أول صانع سيارات يهتم بهذا النوع من المحركات. وتم إضافة ما يقرب من 130,000 محرك من هذا النوع للسيارات في فرنسا أثناء الاحتلال الألماني.
واجهت السيارات تحديات صعبة عام 1941. وحينها دخلت الصناعة الأوروبية تحت سيطرة ألمانيا التي عانت كثيراً أثناء احتلالها لفرنسا. وعلى الرغم من التحديات الصعبة التي واجهت تصاميم السيارات الجديدة إلا أن معظم الشركات المصنعة للسيارات بدأت بتنفيذ تصاميم نماذج للمستقبل. واستطاعت الحرب أن تعطي فرصة للتطورات التكنولوجية من أجل السيارات كما هو الحال في مجالات أخرى. وقد أدى ذلك إلى زيادة الإنتاج. وبدأ تركيب علبة تروس أوتوماتيكية للسيارات، وقابض تلقائي، وتغليق هيدروليكي. وفي نفس الوقت أصبحت التحسينات التي تم تنفيذها في السيارات رمزاً.

### بعد الحرب

#### استئناف النمو الإقتصادي
وبعد الحرب مباشرة تمكن شراء السيارات من قبل بعض الناس أصحاب الامتيازات فقط. ومعظم السيارات كانت قادمة من الصناعة الأمريكية التي تباع في أوروبا لأنهم كانوا يحاولون إعادة تأسيس صناعة السيارات الأوروبية. وبعد الحرب افتقرت أوروبا وكان عليها إعادة الهيكلة من جديد. وعلى الرغم من أن هناك إشارة إيجابية بشأن التصميم لنماذج سيارات في المستقبل مثل رينو 4CV التي تم عرضها في معرض للسيارات عام 1946، وأدى ذلك إلى انخفاض القوة الشرائية وزيادة في أجور العاملين وتضخم اقتصادي.
وعادت الصناعة الأوروبية إلى طبيعتها ما بين العامي 1946-1947. وزاد إنتاج السيارات في العالم إلى حدٍ كبير. وما بين عام 1945 وعام 1975 زاد هذا العدد من 10 ملايين إلى 30 مليون. وظهرت سيارات اقتصادية صغيرة في أوروبا أثناء التركز الصناعي، وزيادة الانتاجية، والتطور التقني.
وأدت هذه الزيادة إلى ظهور المجتمع الإستهلاكي الذي كان بعيداً عن مجرد تلبي احتياجات المجتمع الأساسية. وكان القطاع الأكثر استفادة من هذا الوضع هو قطاع السيارات بدون أدنى شك. فكان يجب على المصنعيين الإنتاج بشكل متسلسل لمواجهة الطلب على السيارات المتزايد بإستمرار.
وتم إنتاج أول 10,000 نموذج «فولكس فاغن بيتل» في ألمانيا عام 1946. وبحلول عام 1954 تم إنتاج أكثر من 500,000 سيارة رينو 4CV التي بدأ انتاجها في فرنسا عام 1946. وجسدت سيارات فيات الصغيرة نجاحاً كبيراً التي صدرت للتو قبل الحرب في إيطاليا. وبدأ إنتاج السيارات الصغيرة مع ميني الشهيرة في إنجلترا بشكل متأخر قليلاً. وتشير هذه الأرقام إلى بداية عهد جديد لصناعة السيارات. والآن بدأ المجتمع بأكمله في استخدام السيارات وليس الطبقات العليا فقط.

#### أسطورة السيارات

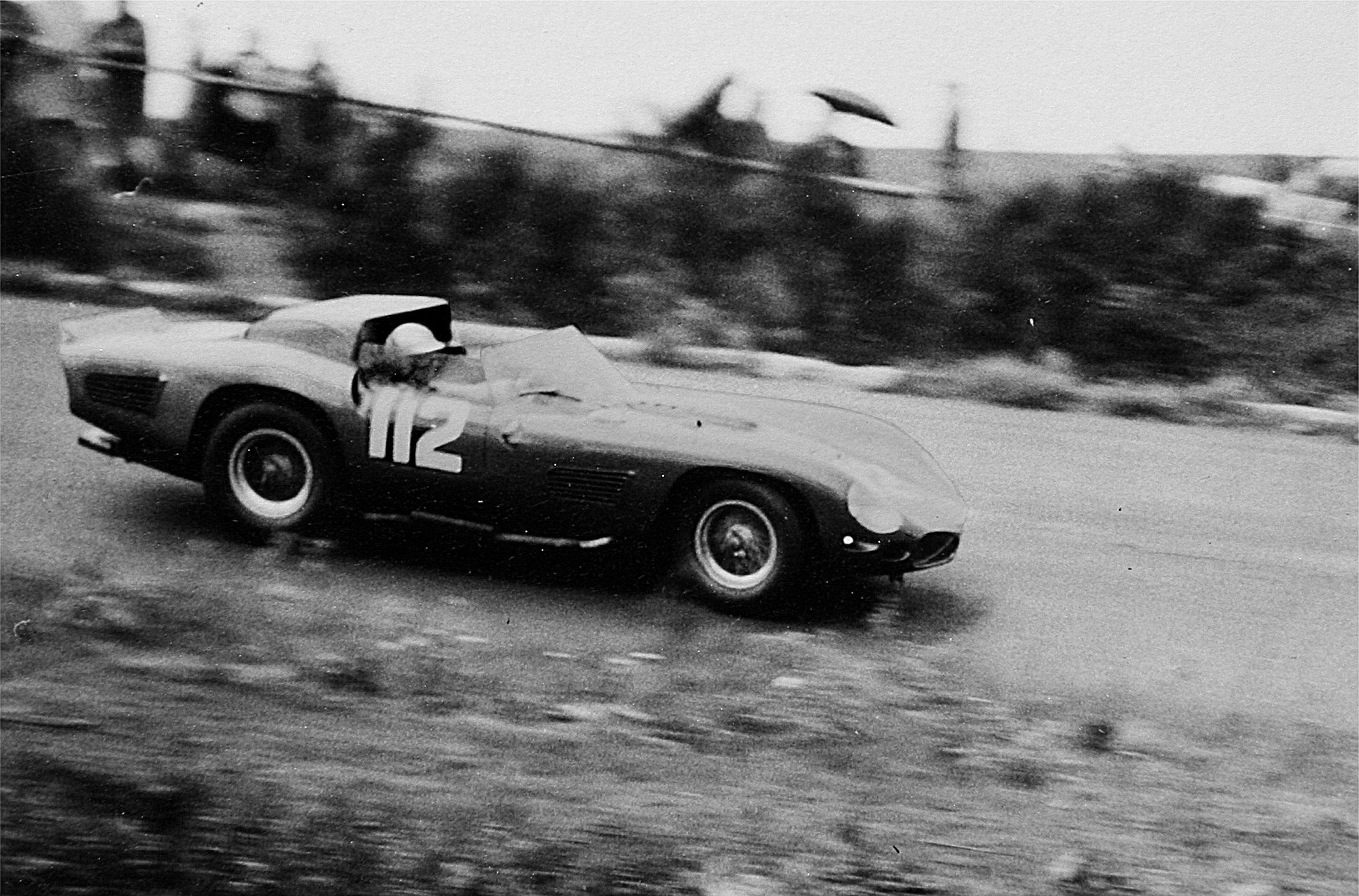
فيراري250 في حلبة نوربورغرينغ عام 1963

منذ عام 1920 انضم اينزو فيراري إلى سباق السيارات تابعاً لفريق ألفا روميو ولكنه انفصل عن ألفا روميو قبل الحرب العالمية الثانية لتأسيس شركته الخاصة به. ولكن بدأت شركة سيارات أخرى في الظهور على الساحة بعد الحرب وسميت باسم أفيو كوستروزيشن. وقد أشار هذا الاسم إلى أكثر العلامات التجارية المعترف بها في تاريخ السيارات. وفي عام 1947 أنتجت سيارة فيراري باسم فيراري 125 إس وهي أول سيارة فيراري للسباق.
وفازت سيارة السباق فيراري 166 MM سباق لو مان 24 ساعة عام 1949 وكانت سيارة فيراري 166 S هي أول سيارة سياحية أنتجت في مصانع مارانيلو. وصُنع تلك النموذجين لأغراض مختلفة فكلتا السيارتان صاحبة نقاط مشتركة وخاصة في الميكانيكا. وفازت فيراري سباقات عديدة التحمل وكانت أكثر العلامات التجارية شهرة عام 1950.
حصل فارديناند بورشيه على حريته بعد أن أُلقي في السجن بتهمة التعاون مع النازيين. وبعد أن أُطلق سراحه عام 1947 بدأ العمل مع ابنه فيري بورشيه على نموذج بدائي وأسماه "356". وهذا النموذج البدائي هو تصميم لنموذج دراجة صغيرة ذات محرك خلفي مثل فولكس فاغن بيتل الذي أدلى بها فارديناند بورشيه. وآخر حالة من هذا النموذج تم عرضها في صالون جنيف للسيارات عام 1949 والتي بينت ظهور العلامة التجارية لبورشيه رسمياً، ولفتت اقتصاديتها انتباه الجميع ومسافة القاعدة القصيرة بين العجلات وخفة حركتها. وزادت العلامة التجارية مع خطوط الإنتاج والميكانيكا الناجحة يوماً بعد يوم.

### مولد البطولة
وظهرت سيارات ما بين الأعوام 1920،1930 صُنعت خصيصاً للمسابقات الرياضية. ومع ذلك أكتسب هذا الانضباط الرياضي انتشاراً كبيراً بعد سنّ القواعد من قبل الاتحاد الدولي للسيارات الرياضية عام 1946.
وبينما انتشر سباق السيارات هذا سريعاً قرر الاتحاد الدولي للسيارات تنظيم مسابقات في جميع أنحاء العالم عام 1950، ويضم هذا السباق جميع الشركات المصنعة للسيارات. وتألفت هذه البطولات الدولية من ست جوائز كبرى في أوروبا باسثناء انديانابوليس500. وفتحت تلك السباقات أمام سلسلة إندي كار عقب انديانابوليس500 وسيارات فورمولا 1. وهيمن نموذج ألفا روميو (نوع 158,159) على البطولة بأكملها والذي كان مستخدماً من قبل جوزيبي فارينا وجان مانويل فانجيو. وبناء على ذلك تكونت هيئة الاتحاد الدولي للسيارات. وهكذا ظهرت الفورمولا2 عام 1952.

### رواد عام 1950

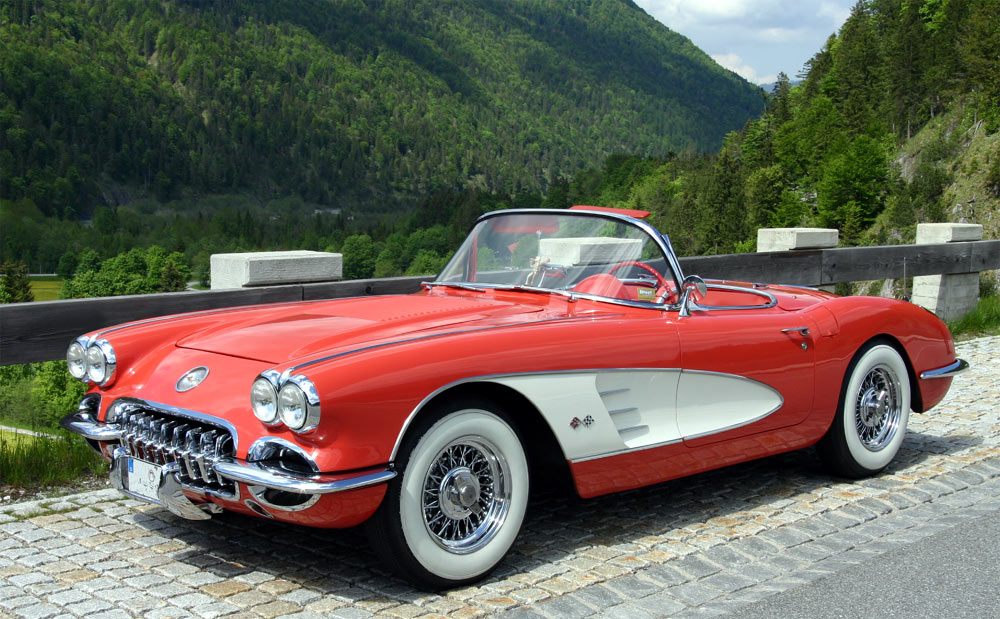
شيفروليه كورفيت أول سيارة صُنعت من الألياف الزجاجية

وعلى الرغم من الركود الفني الذي عايشه شركات صناعة السيارات في بلدان الكتلة الشرقية مثل: غوركي، ترابانت، ولادا إلا أنه تم حجز السيارات الوحيدة في نومنكلانورا. ونشأ رواد التجديد والابتكار في الغرب وإن لم يكن جديداً في أوروبا الشرقية.
وقررت شركة روفر البريطانية لصناعة السيارات تهيئ توربينات _المستخدمة حتى الآن في الطائرات فقط _ للسيارات. وفي عام 1950 قدموا أول نموذج باسم جيت1 والذي يُدفع من قبل التوربينات. واستمرت روفي في إنتاج وتطوير السيارات مستخدمة التوربينات حتى عام 1970. وفي فرنسا قام كل من الشركتين جان ألبرت غريغوار وسوسما بتطوير نموذج يستطيع تجاوز سرعة 200كم في الساعة ومجهز بالتوربينات أيضاً. ومع ذلك فهناك نموذج فايربيرد لجنرال موتورز أشهر النماذج المجهزة بالتوربينات حيث أنه يشبه الصاروخ كثيراً. وأُنتج أول نموذج فايربيرد عام 1954 وسمي ب XP21.
ويحمل نموذج شيفروليه كورفيت 1953 عدة ابتكارات والذي يعد أول سيارة رياضية أمريكية. وهي أول سيارة مصنوعة من الألياف الزجاجية ذات هيكل اصطناعي بالإضافة إلى كونها أول سلسلة سيارات تحمل خطوط مفهومة. وهناك العديد من أبرز الابتكارات التي جلبتها سيتروين DS في فرنسا: المِقوَد الهيدرولي، مكابح إسطوانية، علبة تروس أوتوماتيكية، النوابض المائية، والديناميكا الهوائية.

#### كسب المؤهلات الدولية

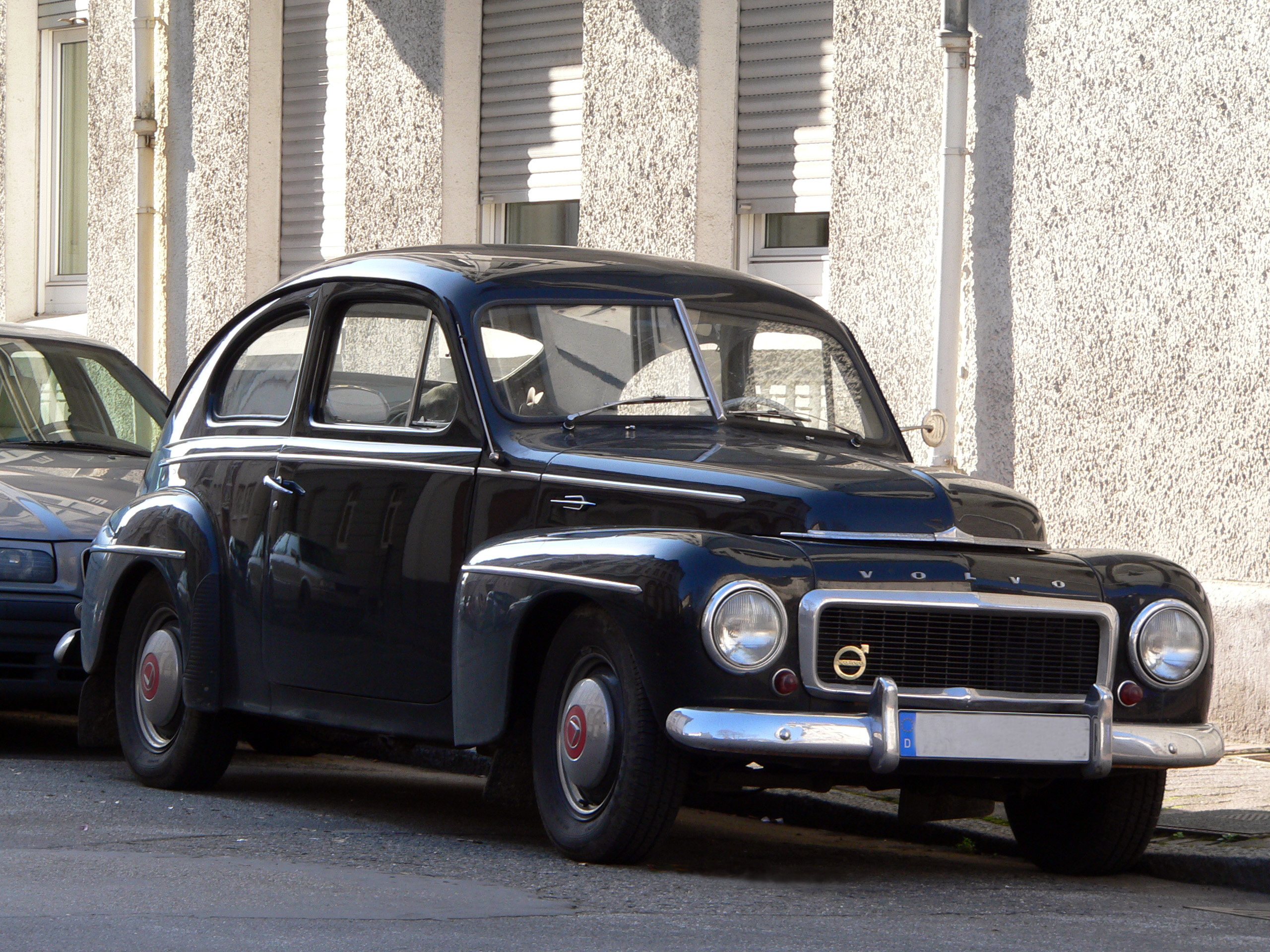
فولفو PC444، أول سيارة سويدية تحمل المؤهلات الدولية

اعتباراً من العام 1950 أدركت الولايات المتحدة والعديد من الدول الأوروبية أن السيارات هي ليست لعبة فقط. وسابقاً كانت السويد مالكة السوق المنعزل فصنعت أول سيارة قدمت في السوق الدولي بنموذج فولفو PV444 عام 1947. وبذلك اقتفت صناعة السيارات السويدية شركة ساب للطائرات مرة أخرى. وفتحت شركات صناعة السيارات الأمريكية والأوروبية مصانع جديدة امتدت نحو دول الجنوب وخاصة أمريكا اللاتينية. واعتباراً من العام 1956 أُنتج فولكس فاغن بيتل في البرازيل. وأسست عام 1948 هولدن من قبل شركة جنرال موتورز للاستيلاء على السوق الأسترالية وبدأت هذه الدول بإنتاج سيارات خاصة بها.
وبدأت اليابان بزيادة إنتاجها رويداً منتجةً أول سلسلة سيارات. وقامت بعض الشركات بإقامة شراكة مع شركات عربية لتقدم الصناعة وإزدهارها. وقام الإحصائي الأمريكي ويليام إدواردز ديمنغ بتطوير أساليب إدارة الجودة في اليابان التي كانت أساس تنمية الاقتصاد الياباني بعد الحرب وأُشير إليها بعد ذلك باسم «المعجزة اليابانية».

### الخمسينات

#### تقدم غير مسبوق

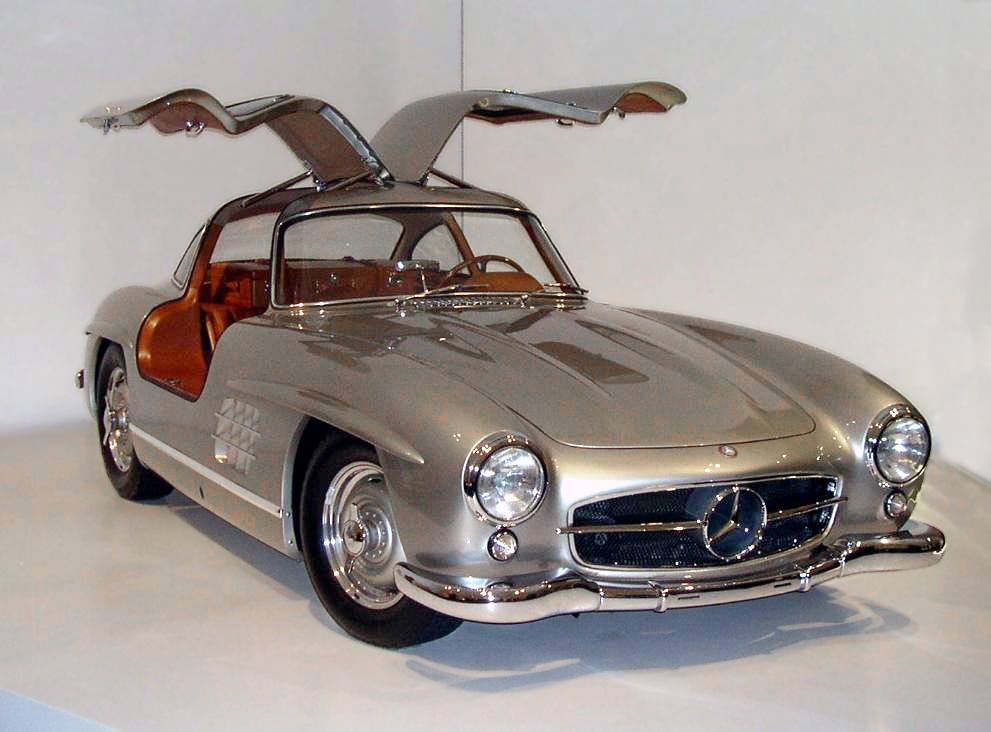
مرسيدس بنز 300 SL سيارة رمزية مميزة عام 1950

وهذا النمو الاقتصادي الكبير عام 1950 وفّر زيادة كبيرة في إنتاج السيارات. وبدأ ظهور تأثير هذه الصناعة التي تأسست من جديد نتيجة للحرب العالمية الثانية. وزيد مبيعات البضائع الإستهلاكية نتيجة لارتفاع مستوى المعيشة وفُتح أمامها التطور التكنولوجي الجديد. واعتباراً من عام 1954 هي سنوات سعر بيع السيارات وانخفضت لأول مرة. ولم تعد هناك أي استفادة من القروض لأصحاب السيارات. وفي عام 1960 حان للجميع شراء السيارات في البلدان الصناعية. وفي الخمسينات وصل إنتاج السيارات في الولايات المتحدة إلى أعداد غير مسبقة خلال تلك الفترة. ووصل عدد السيارات المصنعة في الولايات المتحدة إلى 3,5 مليون عام 1947، 5 ملايين عام 1949، ومايقرب من 8 ملايين عام 1955.
وبينما تنتج السيارات الأكبر حجماً تدريجياً في الولايات المتحدة كان تطوير السيارات الاقتصادية مع قدرة محرك بحجم متوسط هي الأكثر شيوعاً في أوروبا. ومنذ عام 1953 حصل الأوروبيون على الريادة في السوق بسيارات ذات قياس صغير ومتوسط. وأصبحت ألمانيا رائداً في إنتاج السيارات في أوروبا مستفيدة في ذلك من المساعدات الأمريكية والمساعدات التي تمنحها قوات التحالف. ومع ذلك فهناك شركات لم تكن قادرة على الاستفادة من هذا النمو الاقتصادي مثل البي إم دبليو وأودي المتبقية في مناطق مصانع الاتحاد السوفيتي. وأما الشركات المصنعة لقطاع السيارات الفخمة والمتوسطة مثل مرسيدس بنز أظهرت رغبتها في إدارة السوق العالمية. ونتيجة لهذه الرغبة فعُرضت مرسيدس بنز 300 SL في صالون نيويورك للسيارات عام 1954 والذي أصبحت رمزاً مميزاً بأبوابها المفتوحة مثل «جناح النورس» عام 1950.

#### تطور تصميم السيارات

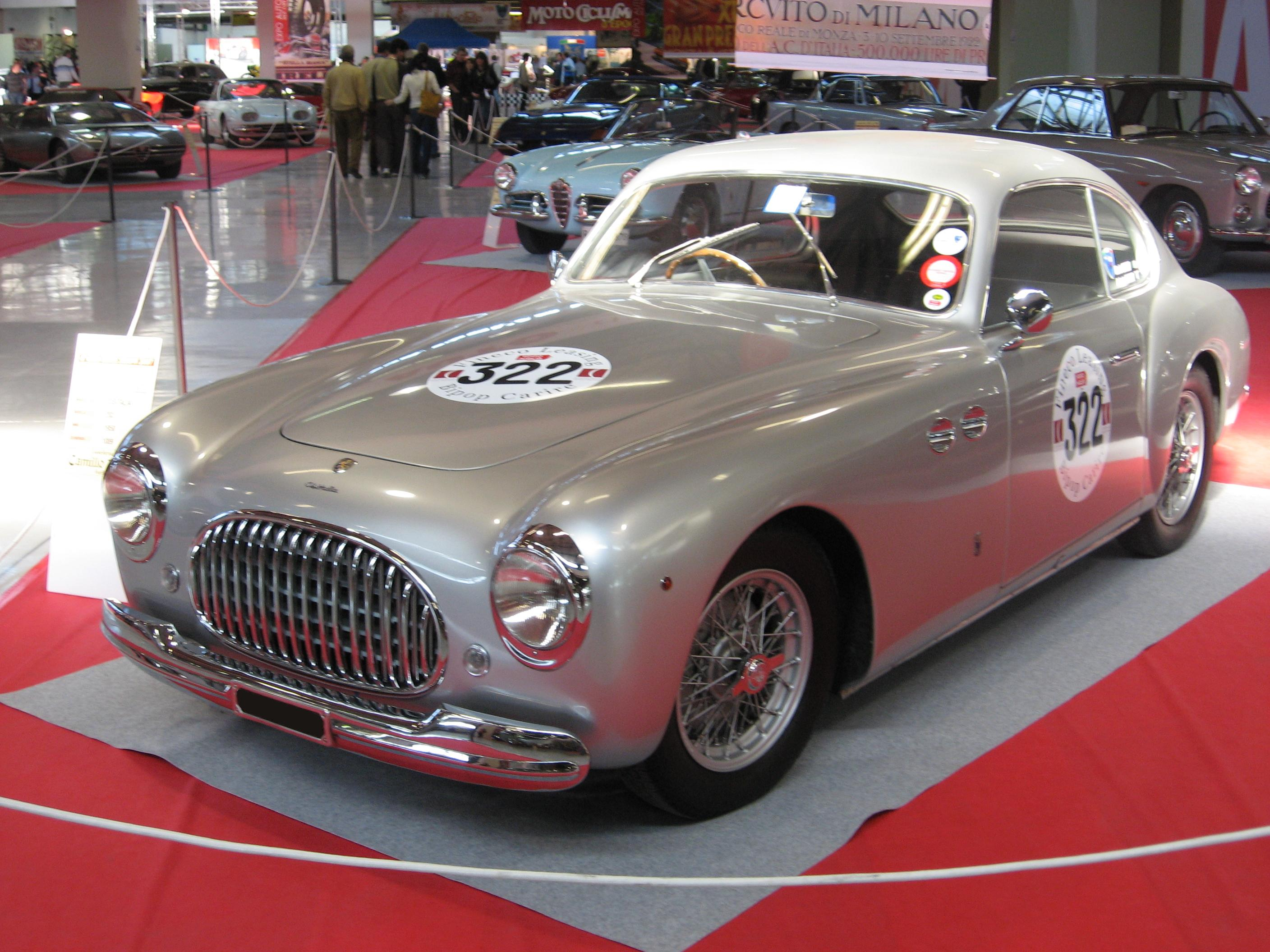
كيستليا 202 من تصميم بينينفارينا

وبدأ تصميم السيارات يتزايد من حيث الشكل وأصبحت أكثر إبداعاً. وهناك تياران مختلفان عن بعضهما كثيراً، وأثر بعمق في تصميم السيارات. وهما: رخاء السيارات الأمريكية ورقة السيارات الإيطالية. وأعطى الأمريكيون أولى اهتمامتهم لهذا التصميم. وأهم التصميمات عُملت ل«ديترويت الثلاثة الكبرى» وهم: هارلي إيرل للجنرال موتورز، وجورج ووكر للفورد، وفيرجيل إكسنر لكرايسلر. ولعب دوراً هاماً في تطوير تصميم ريمون لوي، وفي عام 1944 شرع مصممون الصناعة في تأسيس جمعيات. وبعد ثلاث سنوات ظهرت على غلاف مجلة تايم. وأجمل التصميمات كانت لنموذج Studebaker Starliner عام 1953.
ولكن تصميم الطراز الإيطالي هو الذي دام لفترة أطول. ومن الأسماء الكبيرة في تصميم السيارات التي لا تزال تحتفظ بريادتها في هذا المجال:- بينينفارينا، غروبو بيرتوني، زاغوتا، غيا.
وعلى الرغم من أن هناك استوديوهات تصميم في الولايات المتحدة منذ عام 1930 إلا أنها لم تكن موجودة بعد في أوروبا. وأسس سيمكا أول استوديو في أوروبا بعد أن أدرك أهمية التصميم. وبعد فترة وجيزة أدركت شركات السيارات الأخرى ضرورة التعاون بين بيجو وبينينفارينا لذلك تعاقدت مع استوديوهات مشابهة أيضاً.

### تطوير الطرق السريعة
التطور السريع لسوق السيارات أدى إلى تطوير شبكة الطرق اعتباراً من العام 1910. وقرروا إنشاء طريق سريع عام 1930 بحيث يغطي البلد بأكملها من نيويورك في الولايات المتحدة وحتى سان فرانسيسكو وسمي بنيكولن الطريق السريع. وتحملت شركات صناعة السيارات جزء كبير من نكاليف الإنتاج.
ووصلت شبكة الطرق إلى أبعاد مختلفة في العالم عام 1960. وبدأوا بتطوير مشروع نظام الطرق السريعة وخاصة في الولايات المتحدة وسمي ب"شبكة الطرق السريعة. وأمنحت حكومة فيدرال الأمريكية إنشاء شبكة طرق سريعة وصلت إلى 65,000 كم عام 1968 بقانون الفيدرالية للطرق السريعة عام 1944، 1956، 1968. والآن يتم تنظيم الحياة حول الطرق الطريق السريع الأمريكي وتعتبر شركات النفط وصناعة السيارات هم الأكثر استفادة من هذا التطوير.
واستمرت ألمانيا في تطوير الطريق السريع التي بدأته أثناء الحرب العالمية الثانية. وظلت شبكة الطرق الفرنسية محدودوة بالقسم الذي في غرب باريس فقط على مدار عدة سنوات والذي كان لحماية «المحافظة الاقتصادية والاجتماعية».

### إدمان السيارات
وبينما كان هناك تطور كبير حول الطرق السريعة وجميع المدن في الولايات المتحدة كان هناك في نفس الوقت إدمان وخضوع كبير للسيارات في المجتمع. وبينما يرى البعض هذا وكأنه إدمان نفسي يرى البعض الآخر أن هذا الإدمان ماهو إلا تقييم لعملية وسائل النقل. ويمكن أن نعد من بين نتائج إدمان السيارات أيضاً الازدحام المروري في المدن، تلوث الهواء، زيادة الحوادث المرورية، وزيادة أمراض القلب والأوعية الدموية نتيجة لعدم ممارسة الرياضة البدنية. وزاد هذا الإدمان أكثر بالسيارات التي استخدمتها الأمهات لنقل أطفالهن بسبب المخاطر التي تسببها السيارات في المدن.
وقد شاع مفهوم «إدمان السيارات» أكثر عن طريق الكاتب الأسترالي بينر نيومان وحيفري كنوورثي. وقام كل من نيومان وكنوورثي بالدفاع عن لوائح المدينة بشكل خاص التي خلقت هذا الإدمان وليس قائدي السيارات فقط. أما اولئك الذين يرغبون في الانفصال عن نظم السيارة فقد صرح غابرييل دوبوي بعد استطاعته في التخلي عن هذا بسبب القدرة على عدم ترك العديد من الفوائد التي توفرها السيارات.
واقترح الخبراء عدة أسباب لهذا الإدمان. وعلى رأسهم الأسباب الثقافية لدى الذين لا يريدون التخلي عن السيارات واقترحوا العيش بعيداً عن المدن وفي منازل ذات حدائق بدلاً من العيش في المدن الصاخبة.

### عودة الأزمة

#### السيارات المدمجة

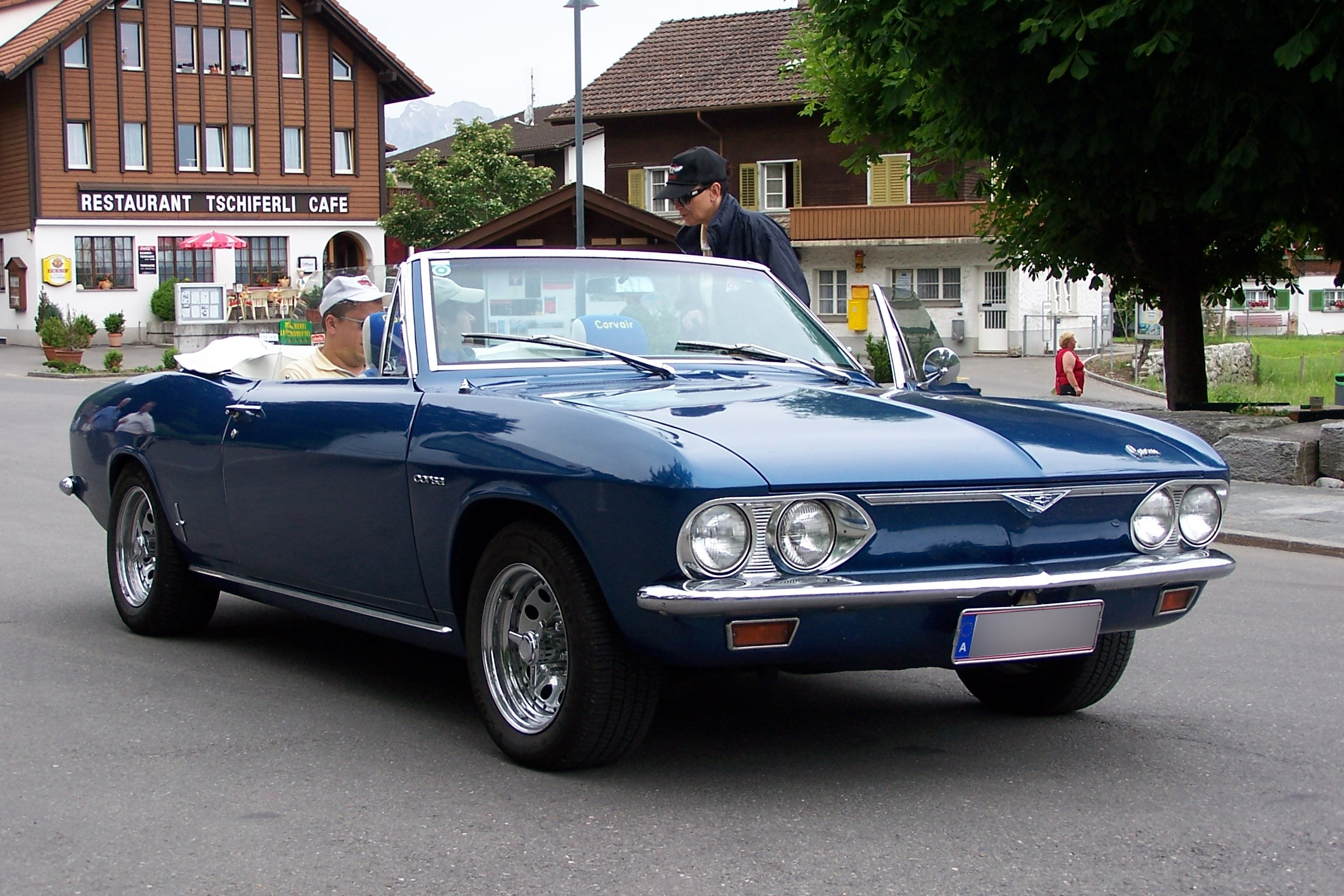
شيفرولية كروفير من السيارات المدمجة لعام 1950

عام 1956 هو عام عودة الأزمة مرة أخرى في صناعة السيارات. وارتفعت أسعار وقود السيارات أيضاً نتيجة تأميم الرئيس المصري جمال عبد الناصر لقناة السويس. ولحق ذلك صدمة اقتصادية غيرت فكرة الاستهلاك جذرياً: فلم تعد السيارات تستخدم فقط لأغراض علمية عقب انتعاش اقتصادي كبير.
والآن تواجه الشركات المصنعة للسيارات مشكلة في التعامل وهي استهلاك الوقود في السيارات. وبدأ صانعي السيارات بتصميم سيارات أصغر حجماً وأسماها مدمجة ولا تتجاوز ال4,5م. وتأثرت الولايات المتحدة من هذه الأزمة كثيراً وبشكل خاص أنتجت السيارات الصغيرة أيضاً اعتباراً من العام 1959. والأشهر من بين هؤلاء:- شيفرولية كروفير، فورد فالكون وكرايسلر فاليانت. وكانت أوستن ميني هي أصغر السيارات في تلك الفترة وحققت نجاحاً كبيراً.

#### اتحاد منتجو السيارات
واضطرت بعض الشركات المصنعة للسيارات أن يتحدوا جميعاً لمواجهة الأزمة الاقتصادية، وتم بيع بعض من الشركات الكبرى. وفي نهاية عام 1960 وحتى بدايات عام 1980 وفي نهاية هذا الحراك ظهر انخفاض في عدد من مجموعة شركات صناعة السيارات الكبرى. وقامت سيتروين ببيع بنهارد عام 1965 ومازيراتي عام 1968. وأنشئ مجموعة PSA وبيع الجزء الأوروبي لكرايسلر وبيجو سيتروين. وأستولت رينو على إدارة أمريكان موتورز ولكن بيعت بعد ذلك إلى كرايسلر. واندمجت سكودا في جروب VAG وبعد ذلك سيت وأودي. وبينما انضمت ساب لجنرال موتورز دخلت فولفو لمجموعة فورد. وقامت شركة فيات ببيع ألفا روميو وفيراري ولانشيا عام 1969.
واستمرت الشركات في البيع. وظهرت على الساحة أيضاً شركة ليلاند موتورز البريطانية. واندمجت بعد ذلك مع شركة ليلاند موتورز وتكونت هولدينجي موتورز البريطانية BMC مع جاغوار التي اشترت دايملر سابقاً عام 1966. وفي عام 1965 تكونت مجموعة «أودي NSU-أوتو اينون» من قبل فولكس فاغن.

### أمن وحقوق المستهلك

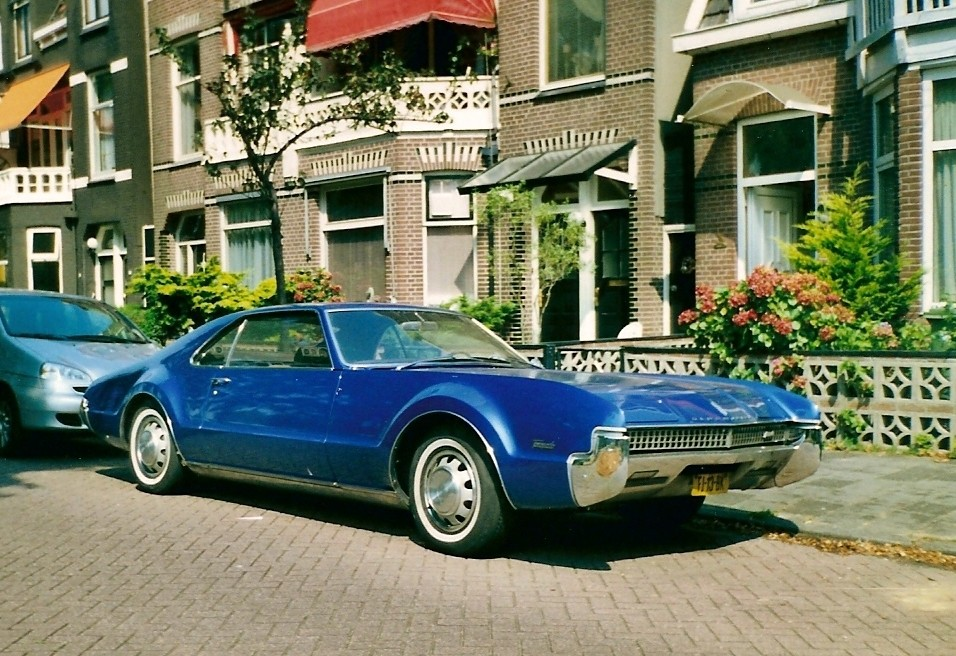
أولدزموبيل تورونادو سيارة ذات دفع أمامي بالولايات المتحدة

ارتفع عدد حوادث المرور ووصل عدد الوفيات الناجمة عن حوادث المرو في السنوات العشرين الأخيرة في أمريكا إلى أكثر من 1,5 مليون. وأشار رئيس الولايات المتحدة ليندون جونسون عام 1965 إلى أن هذه الخسائر أعلى من خسائر الحرب الأخيرة. ونشر رالف نادر كُتيباً بعنوان «السرعة غير الآمنة» مما يدل على مسئولية الشركات المصنعة للسيارات. ونتيجة لمضاعفة عدد حوادث المرور بين عامي 1958-1972 في فرنسا صرح رئيس الوزراء جاك شابان دلماس أن: «شبكة الطرق الفرنسية غير مناسبة لحركة المرور السريعة والكثيفة».
وفي عام 1971 قبل الأستراليون حزام الأمان واضطروا لارتدائه. ونتيجة لهذه الأولويات الجديدة اكتسب الدفع الأمامي أهمية كبيرة بدلاً من الدفع الخلفي. وبدأ العديد من شركات صناعة السيارات بإنتاج سيارات الدغع على العجلات الأمامية. وفي فرنسا تم استبدال رينو CV4 الشهيرة ذات محرك خلفي بسيارة R4 ذات الدفع الأمامي. ومرت أيضاً السيارات ذات الدفع الأمامي بالولايات المتحدة. وكانت أولدزموبيل نورنادو هي أول سيارة ذات دفع أمامي. وهذا الموقع هو الأكثر مثالية لتوزيع الوزن ويقلل من حركة الإمالة ويساوي من أداء السيارة الديناميكي.
ونتيجة لنشر الوعي حول أمن السيارات عام 1960 فقد نشرت حقوق المستهلك بشكل مبتكر في المجتمع. واضطر وقف بيع نماذج الجنرال موتورز وشيفرولية كورفير بعد أن كشف كُتيب «السرعة الغير آمنة» لرالف نادر الناشط في مجال حقوق المستهلك عن السيارات الأمريكية الغير آمنة. وقام نادر بتأسيس جمعية عام 1971 لحماية حقوق المستهلك الأمريكي وأسماها «المواطن العام» وكسب العديد من الدعوى المرفوعة ضده من قبل صناع السيارات.
وكان تزايد عدد السيارات في المدينة جعلت العمل أكثر صعوبة. وكان تلوث الهواء أيضاً والاختناقات المرورية وعدم وجود أماكن لوقف السيارات هي جزء من مشاكل المدن التي تواجهها. وحاولت بعض المدن العودة إلى الترام مرة أخرى كحل بديل للسيارات. فالسيارات ليس وحدها في المدينة فمن المستحسن استخدام وسائل أخرى.

### أزمة النفط لعام 1970

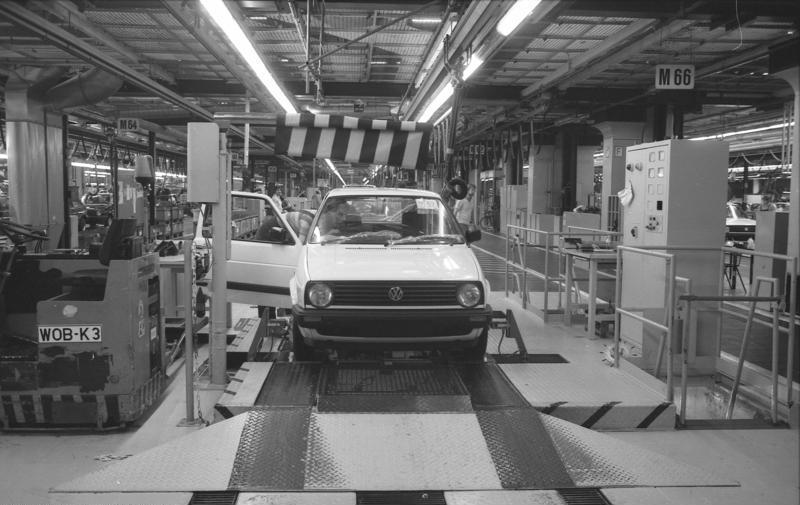
فولكس فاغن غولف سيارة رمزية ذات حجمين لعام 1970

وبسبب اندلاع حرب 6أكتوبر عام 1973 بين العرب وإسرائيل نشأت عنها أزمة النفط الأولى. ونتيجة لهذا الصراع فقد قررت أكبر الدول المنتجة للنفط بما في ذلك أعضاء أوبك زيادة أسعار النفط الإجمالية ومن ثم فقد واجهت صناعة السيارات أزمة طاقة كبيرة. واضطرت الولايات المتحدة إنتاج سيارات أصغر حجماً ولكن تلك النماذج الجديدة تعتبر غير ناجحة في السوق، ونتيجة للأزمة التي حدثت في أوروبا فقد ظهرت أنواع هياكل جديدة. وبدلاً من نوع سيارات سيدان الطويلة فقد ظهرت سيارات ذات حجمين لم يتجاوز طولها ال4م. وظهرت فولكس فاغن غولف التي صُنعت من قبل المصمم الإيطالي إيتال عام 1974 وحصلت على نجاحاً كبيراً بخطوط «علمية توظيفية وجاذبية».
وتسببت الحرب بين إيران والعراق عام 1979 أزمة نفط جديدة. وتضاعف سعر برميل النفط. ودخلت السيارات في فترة غياب هامة. وعلى سبيل المثال فقد سمحت لوس أنجلوس بشراء الوقود خلال يومين فقط وفقاً لأرقام لوحة تراخيص السيارات. وللحد من استهلاك الوقود فقد بدأت الشركات المصنعة للسيارات بتصميم سيارات أكثر هوائية.

### التطور التكنولوجي لمواجهة الأزمة

#### تصميم محركات من جديد

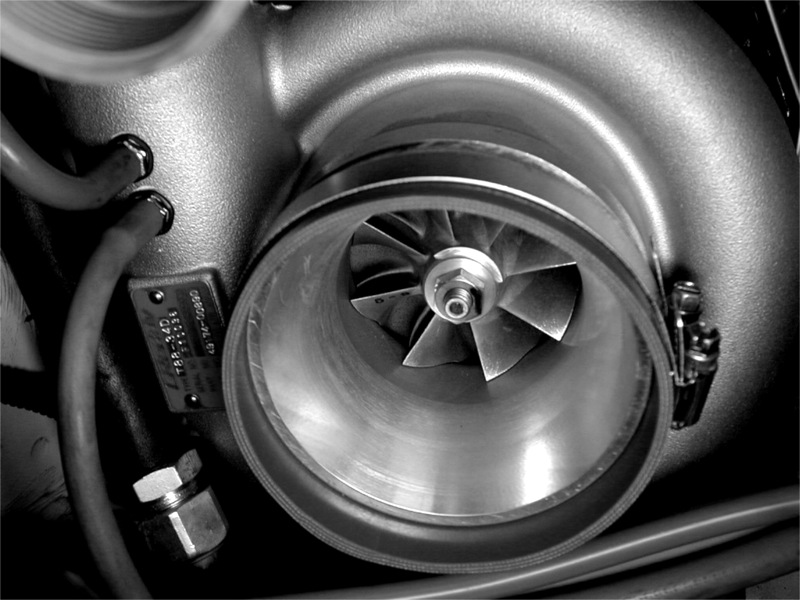
مدخل مضاغط الهواء للتوربو

ونتيجة لأزمة الطاقة فقد أصبح ضرورياً بدأ البحث نحو تحسين استهلاك الوقود للسيارات وتجديد تصميم محركات السيارات. وقامت الشركات المصنعة للسيارات بتصميم غرف احتراق للمحرك وتوسعوا لزيادة الإنتاج مقللين من الاحتكاك الناتج عن الحركة داخل المكبس. بالإضافة إلى أنه تم استبدال مازج السيارة بنظام الحقن. وقد تم تخفيض سعة تغيير النظام فتعاظمت معدلات السرعة.
ومنذ عام 1920 استخدمت محركات الديزل في السيارات التجارية ولكنها لم تلقى رغبة كبيرة في السيارات الخاصة. وكانت سيارة مرسيدس هي الإنتاج الوحيد الذي أنتجته سيارات سيدان الكبيرة وصاحبة محرك ديزل منذ عام 1936. وفي نهاية عام 1974 كان هناك نقطة تحول هامة للسيارات التي تستخدم محرك ديزل. ووفقاً لمحركات البنزين فإن محركات الديزل هي أفضل كفاءة للديناميكا الحرارية وكانت تستهلك وقوداً أقل. وبسبب هذه المميزات فقد أبدت معظم الشركات المصنعة للسيارات اهتماماً كبيراً بمحركات الديزل. وقد عُرضت السيارات ذات محرك ديزل للبيع مثل: فولكس فاغن وأولدزموبيل عام 1976، أودي وفيات عام 1978، رينو وألفا روميو عام 1979. وكان هناك مساعدة ودعم من الحكومة التي خفضت ضريبة الديزل الذي كان أكثر من ضريبة محركات البنزين.
وسمحت التوربينية بضغط الهواء الداخل لغرفة الاحتراق المحقون بالوقود. وبهذه الطريقة يسمح بدخول كمية هواء أكثر إلى نفس حجم الإسطوانة. وبالتالي يزيد من كفاءة المحرك. وتم استخدام هذا الأسلوب منذ عام 1973 في بعض من نماذج بورشه، شيفرولية وبي إم دبليو فقط. ولكنها ازدهرت أكثر بفضل السماح لنظام تشغيل محرك الديزل. ومع التوربو فيمكن أن يكون قوة محرك الديزل أكثر من ذلك مقارنة مع محركات البنزين.

#### الإنتشار الإلكتروني

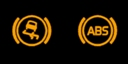
رمز ABS في جدول مؤشر السيارات

كان لاستخدام الإلكترونيات في تصميم السيارات على نطاق واسع فضلاً في انتشار التكنولوجية في مجالات أوسع. فقد تم التحكم إلكترونياً في إمدادات الوقود وعملية الاحتراق الداخلي للمحركات. وتم ضبط حقن الوقود والتدفق من قبل المعالج الدقيق حينها.
وبدأ استخدام برامج أكثر فعالية نظمت مدخل الفيتس لعلبة التروس الإلكترونية. وتم ضبط النوابض إلكترونياً وفقاً لظروف الطريق أو وفقاً لأسلوب استخدام القيادة. وبفضل الإلكترونيات فقد بدأ باستخدام أنظمة تساعد السائق في السيارة مثل المضادات للانزلاق وتطوير أنظمة الأمن النشطة للسيارات.

## نهاية القرن ال20

### مشاكل جديدة
وفي نهاية القرن ال20 أصبحت السيارات جزءً لا يتجزأ من المجتمع. وكان لكل شخص سيارة خاصة به في البلدان المتقدمة. وقد أدت هذه الكثافة إلى مشاكل عديدة. ومنذ عام 1970 كانت السيارات محور العديد من المناقشات بسبب قضايا معينة مثل سلامة الطرق والموت نتيجة حوادث المرور التي لا تزال تمثل مشكلة كبيرة وعلى وجه الخصوص التأثير السلبي على البيئة.

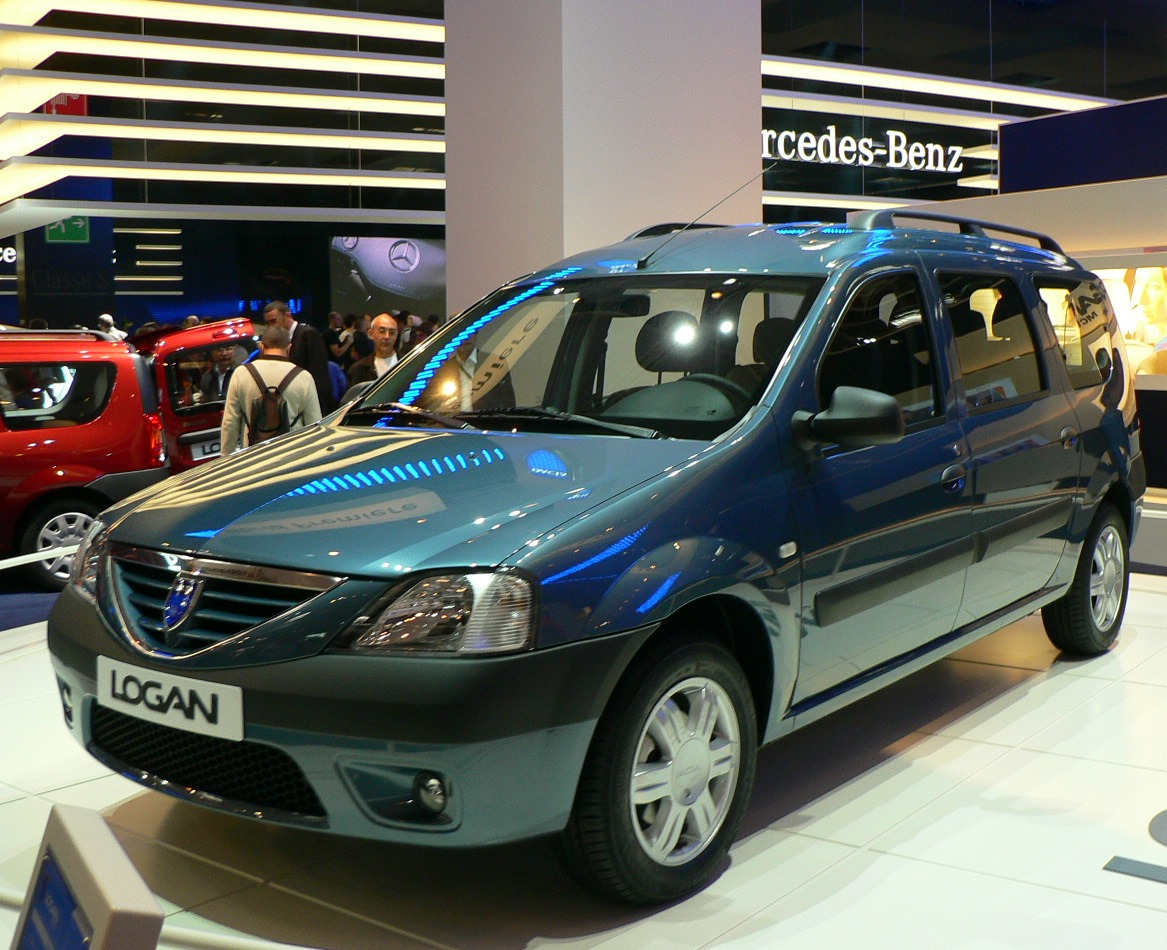
سيارة داسيا لوغان الأكثر شهرة مابين السيارات ذات تكلفة منخفضة

وبدأت الدول بتطبيق شروط وعقوبات قاسية ضد أولئك الذين لا يمتثلوا لقواعد المرور. وبينما قامت معظم البلدان بتطبيق نقطة وجوب استلام التراخيص ألحقت بالبعض أيضاً قوانين العقاب بالسجن. ولخفض معدل الوفيات نتيجة الحوادث المرورية تم أخذ الإجراءات الأمنية اللازمة في تصميم السيارات وألزموا بقيام اختبارات التصادم.
وفي أوئل القرن ال20 كشف كارفري عن حركة اجتماعية دولية وأسماها «التخلص من السيارات». وقامت الأحياء والمدن التي تنعدم فيها السيارات بدعم هذه الحركة. وقام هذا النشاط بمكافحة السيارات تدريجياً.ومرّ الوعي الحقيقي بالسيارات بمرحلة جادة. وبدأ مفهوم قيمة شراء السيارات يقل تدريجياً للفوز بالوضع الذي عليه المجتمع الآن. وكان استخدام السيارات في المناطق الحضرية الكبيرة يكشف عن تطبيقات جديدة مثل استخدام السيارات المشتركة.

#### سيارات ذات تكلفة منخفضة

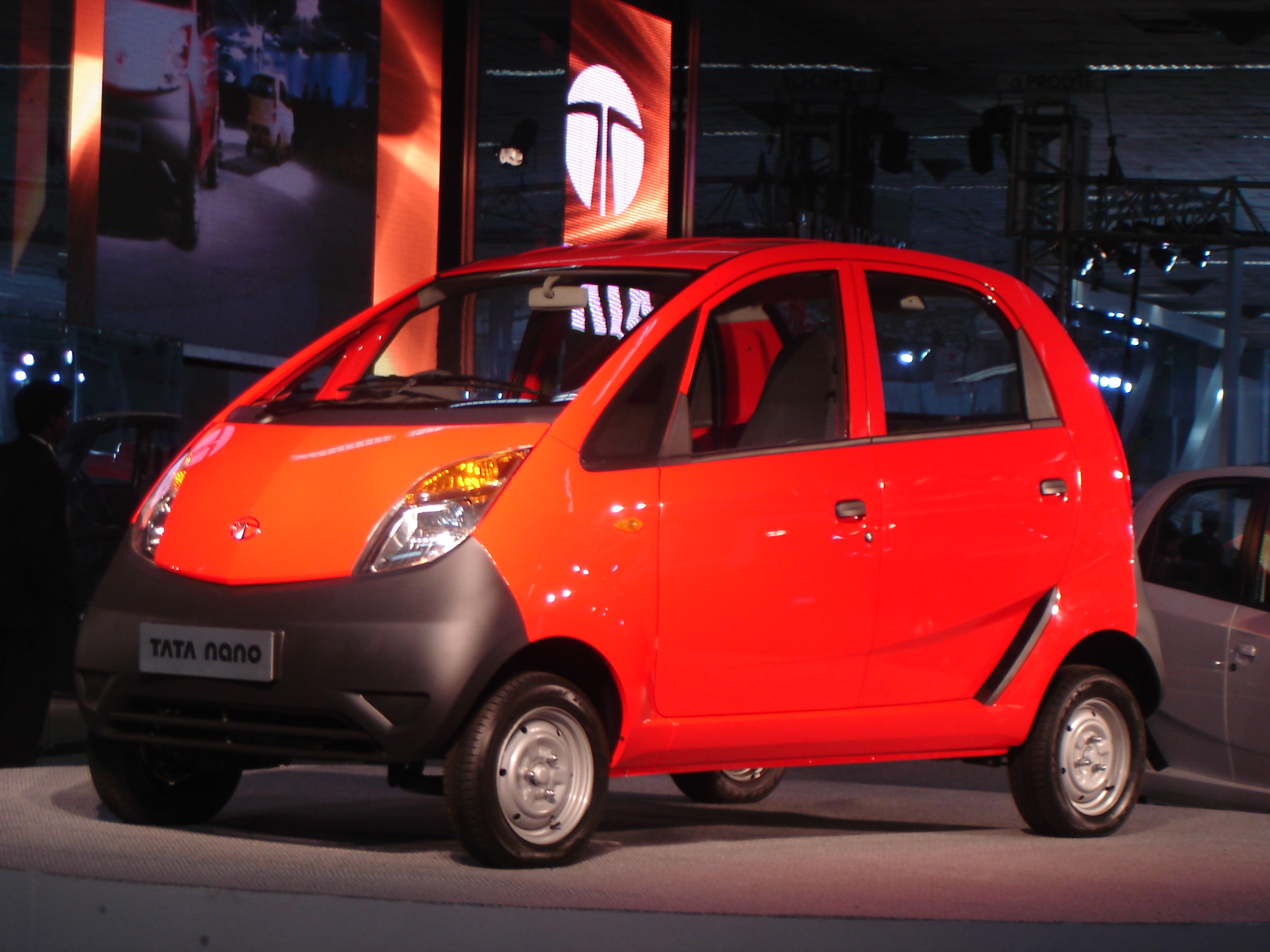
تاتا نانو واحدة من أرخص السيارات في العالم

وكان التطور وزيادة أسعار النفط في سوق السيارات سبباً في انتشار تصميم سيارات أقل تلوثاً للبيئة وأقل استهلاكاً وبسيطة وذات تكلفة منخفضة مثل داسيا لوغان التي تطورت من قبل رينو. وحصلت لوغان على إنجاز كبير ووصل مبيعها إلى أكثر من 700,000 في نهاية أكتوبر 2007. ونتيجة لهذا النجاح فقد بدأت شركات أخرى لصناعة السيارات بالعمل على نماذج سيارات ذات تكلفة منخفضة جداً مثل تاتا نانو التي بدأ مبيعها في الهند بتكلفة 1500 عام 2009.
وعلى الرغم من حصول السيارات ذات التكلفة المنخفضة على نجاحاً كبيراً في البلدان النامية اقتصادياً مثل المغرب، تركيا، إيران ورومانيا إلا أنها حققت نجاحاً أكبر في البلدان المتقدمة مثل فرنسا وحصلت أيضاً على كثير من المبيعات.

### السيارات المعدلة

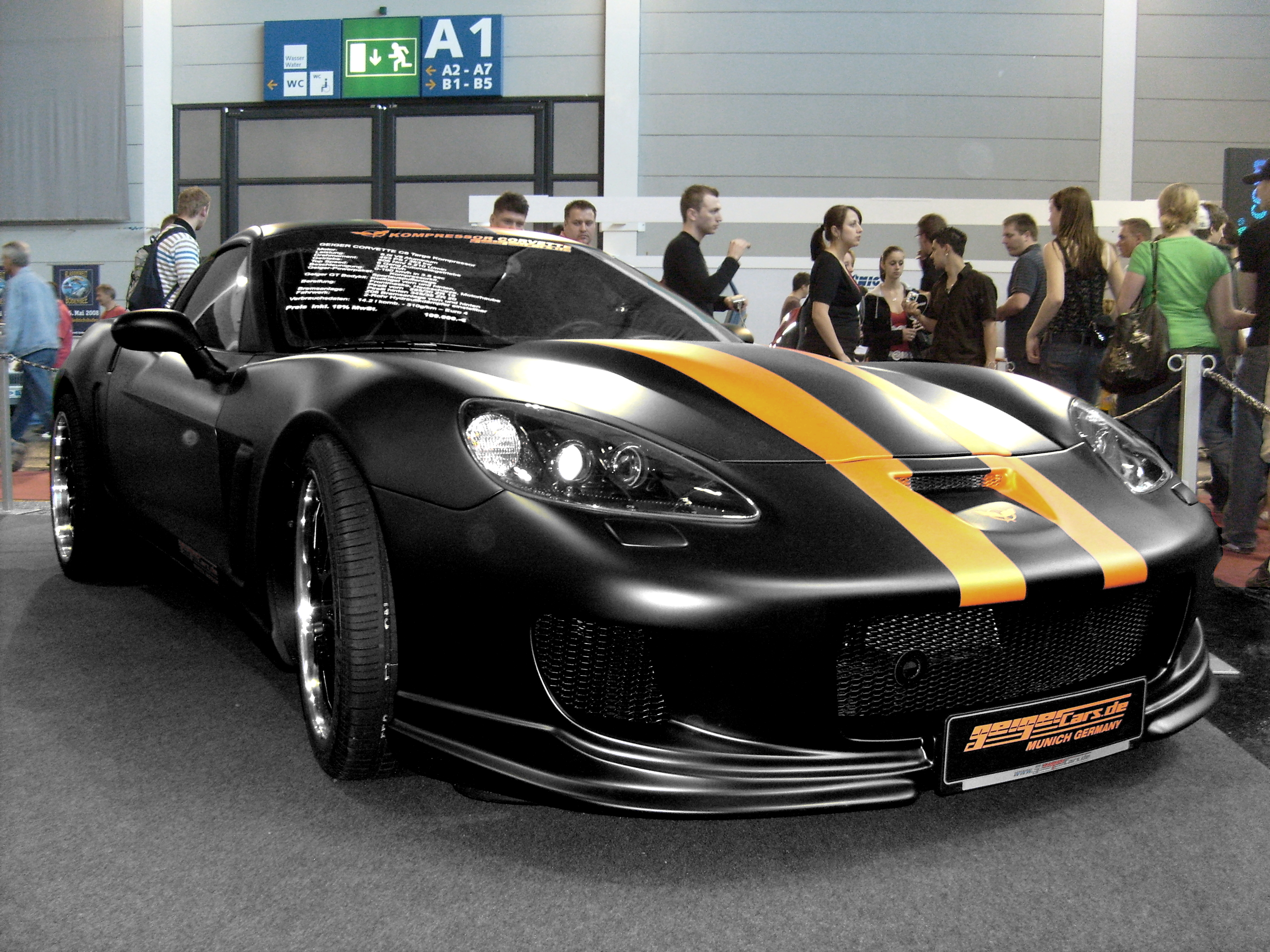
شيفرولية كورفيت المعتدلة التي عرضت في بودينسي الضبط العالمية عام 2008

فقد ظهرت هذه السيارات وتم تحسينها عام 2000 فهي طراز ذات محتوى خاص. وبناء على هذا العمل فقد تم تحسين الميكانيكا للسيارات وعمل تغييرات لزيادة قوة المحرك.وبشكل عام قاموا بتعديل هذا الطراز من السيارات كلها تقريباً.
وأضيف التوربو إلى المحركات وتركيب ديناميكا هوائية للجسم ولونت اللافتة بالألوان. وأضيف نظام صوتي قوي جداً داخل المقصورة. وغالباً ما كانت السيارات المعدلة فريدة من نوعها حيث أنها كانت محل اهتمام الشباب الذين يرغبون بقيادة سيارات مختلفة. وكان قيمة هذه السيارات مرتفع نسبياً. وكانت الشركات المصنعة للسيارات على علم بهذا الطراز ذات القوة الكامنة فقد أعدوا «أدوات الضبط» المعدة للنماذج.

### سيارات بدون نفط

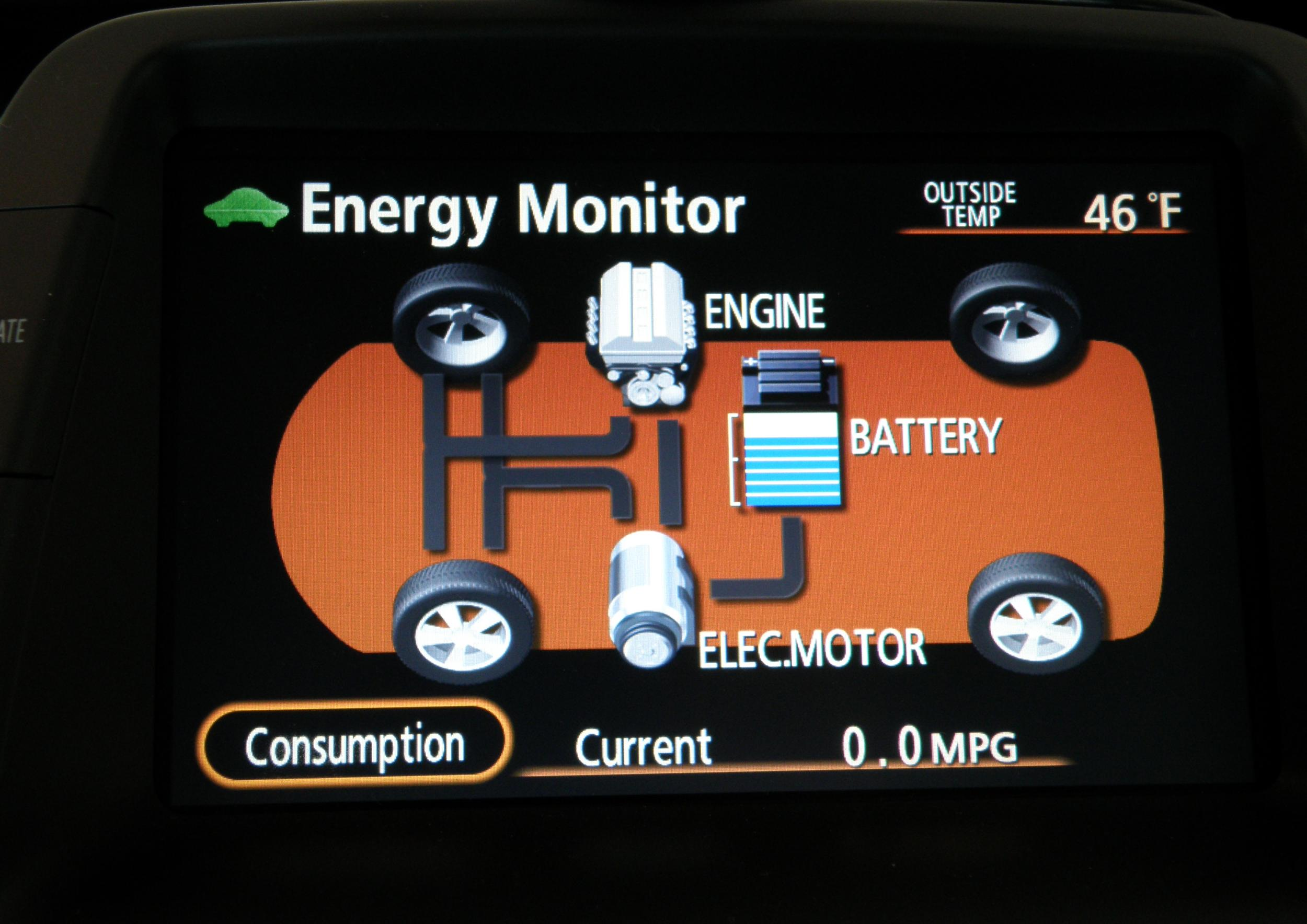
رسم بياني يوضح التكنولوجيا الهجينة لتويوتا بريوس

اتفق الخبراء على وجهة نظر انخفاض امدادات النفط. ويشكل النقل 41% من استخدام النفط في العالم عام 1999. ونتيجة لنمو بعض الدول الآسيوية مثل الصين فقد قل الإنتاج في حين زيادة استخدام البنزين. وقد يتأثر النقل بعمق في المستقبل القريب ولكن الحلول البديلة للبنزين هي حالياً أقل كفاءة وأكثر تكلفة على حدٍ سواء. واضطرت شركات صناعة السيارات بتصميم سيارات يمكن تشغليها بدون استخدام الزيت. وهناك حلول بديلة غير فعالة أو أقل كفاءة ولكن في نفس الوقت أيضاً يجت مناقشة الفوائد من أجل البيئة.
والحد من تأثيرها على البيئة فقام منتجو السيارات بعرض سيارات هجينة للسوق مثل تويوتا بريوس حتى أنهم قادرون على إنتاج سيارات نظيفة من أجل البيئة أو تصميم محركات تقلل من استهلاك الوقود. وهذه السيارات الهجينة تتألف من عدة بطاريات ومحرك كهربائي قوي يعمل بواسطة محرك الاحتراق الداخلي التقليدي. وقام العديد من الشركات المصنعة للسيارات بالإتجاه مباشرة نحو الكهرباء كمصدر للطاقة وحتى يومنا هذا. وبعض السيارات تعمل بالكهرباء فقط مثل تسلا رودستر.

## بداية القرن ال21

### هياكل سيارات جديدة

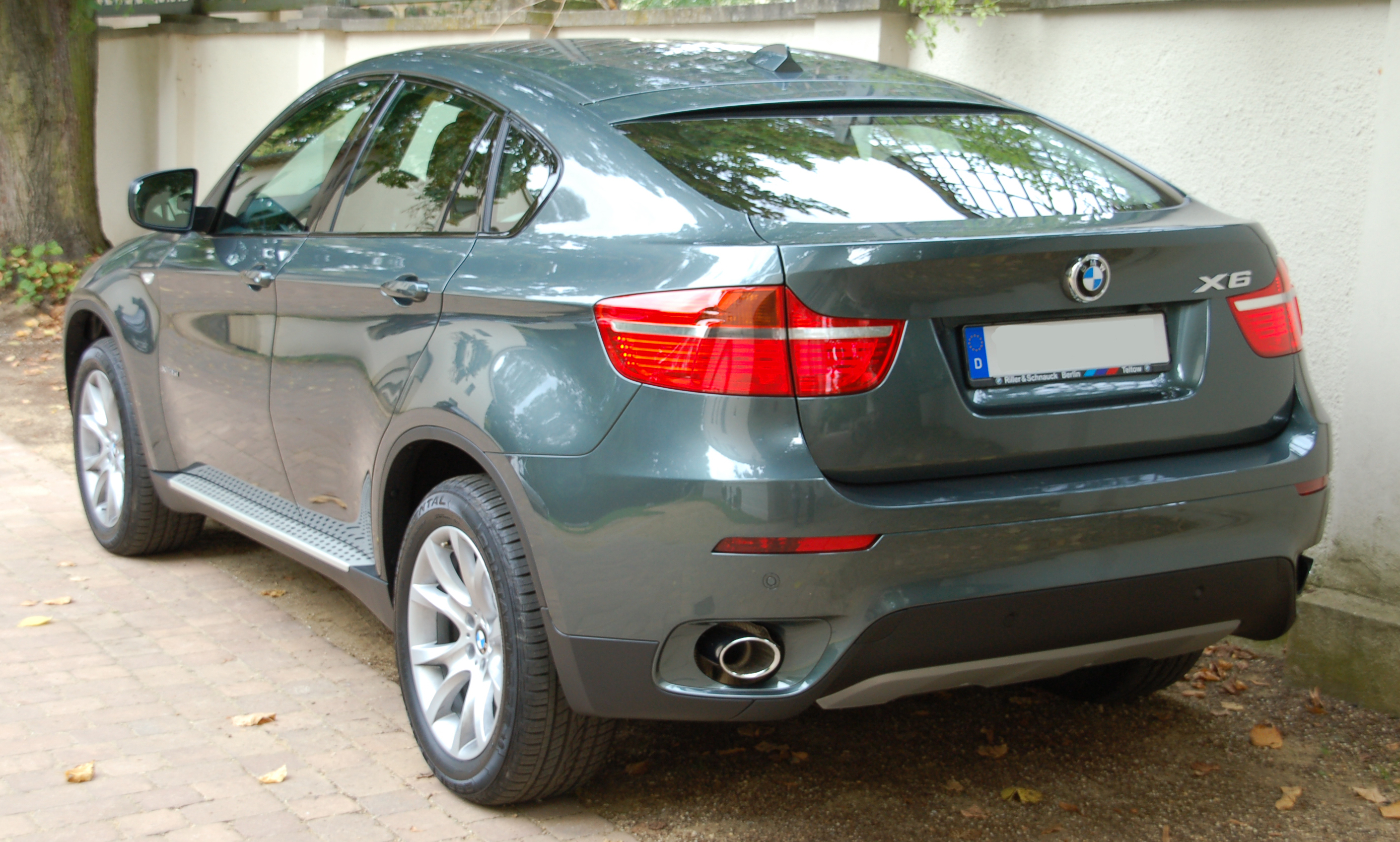
BMW X6 كوبيه 4×4 التي عُرضت عام 2008 من قبل الشركة الألمانية BMW

وفي بداية القرن ال21 ظهرت هياكل للسيارات جديدة وسابقاً كانت اختيارات شركات صناعة السيارات للنماذج محدوداً بسيدان أو واغن أو كوبيه أو كابروليت. وبسبب زيادة المنافسة واللعب على الساحة العالمية دفع ذلك الشركات المصنعة للسيارات إلى صناعة هياكل جديدة من خلال تضافر النماذج مع بعضها. وكان SUV (سيارة رياضية متعددة الأغراض) هو النوع الأول الذي ظهر في هذا الاتجاه. وصنعت سيارات 4×4 بتطور مناسب لاستخدامها داخل المدينة. وقاموا بمحاولات لتقديم خيارات متعددة لإرضاء المستخدمين مثل سيدان التقليدية وSUV ونيسان كاشكاي الأشهر من بين نماذج كروسوفر. وكانت SUV وكروسوفر ذاتا شعبية كبيرة في الولايات المتحدة.
وكانت شركات صناعة السيارات من بين الأكثر إبداعاً في هذا المجال. وقدمت مرسيدس للسوق CLS التي كانت سيدان كوبيه سابقاً عام 2004. وقدمت فولكس فاغن نسخة من كوبيه-كونفرت لسيدان باسات عام 2008 وفي نفس العام بدأت البي إم دبليو بمبيع بي إم دبليو إكس6 كوبيه 4×4.

### أزمة مالية

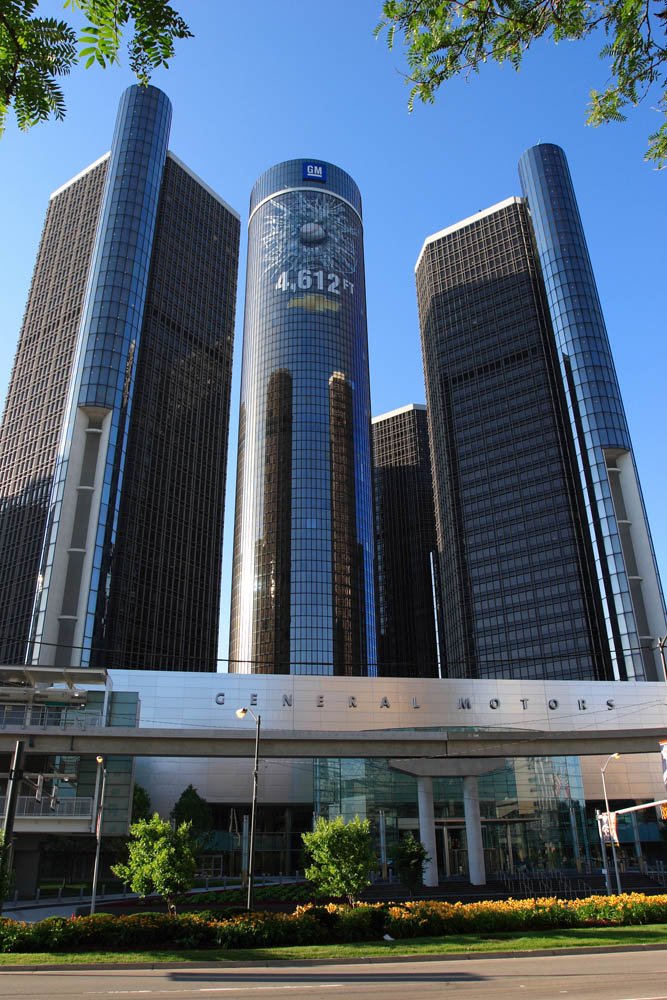
المقر العام لجنرال موتورز، الولايات المتحدة، ديترويت

وكانت الأزمة المالية العالمية التي اندلعت عام 2007 سبباً في إلحاق ضربة قوية بصناعة السيارات إلى حدٍ بعيد. ومنذ يوليو أصبح عالم التمويل مضطرباً والذي تأثر بأزمة القروض في سوق العقارات وبالتالي تأثرت معظم شركات صناعة السيارات. وخشى المصنعون من الاضطرابات التي كثرت حول هذه الأزمة. بالإضافة إلى ذلك قامت مبيعات السيارات من خلال ثلثي القروض المصرفية وأُجبرت البنوك بإعطاء القروض على نحو متزايد وارتفعت أسعار الفائدة.
وكانت صناعة السيارات الأمريكية أكثر من تأثر بهذه الأزمة بشكل خاص. هذه الدولة التي عُرفت بسيارتها الكبيرة ذات كفاءة عالية واستهلاكاً للوقود لا سيما أنها عاشت تحديات صعبة في تصميم السيارات البيئية وصنعت الابتكار وأعادت هيكلة الصناعة من جديد. فإن المشاكل البيئية ترتبط ارتباطاً وثيقاً بالمستهلك الأمريكي. وقد وصل إلى حافة الإفلاس ثلاث شركات كبرى في ديترويت التي كانت صاحبة الريادة في سوق الولايات المتحدة لفترة من الزمن وهم: كرايسلر، جنرال موتورز، فورد. وهناك ثلاثة من مصنعي السيارات اقترحوا مساعدات ب34 مليار$ وخطة إنقاذ إلى الكونغرس الأمريكي في 2 ديسمبر 2008. ة مع ذلك فإن رئيس مجموعة الكرايسلر بوب نارديلي الذي تحدث عن فناء الكرايسلر أكثر الشركات تضرراً من الأزمة صرح في 11 يناير 2009 بثقته في أن الشركة يمكنها الوقوف على قدميها مرة أخرى. ودعم كل من الحكومات في أوروبا وبنك الاستثمار الأوروبي قطاع السيارات.

### السيارات الكهربائية

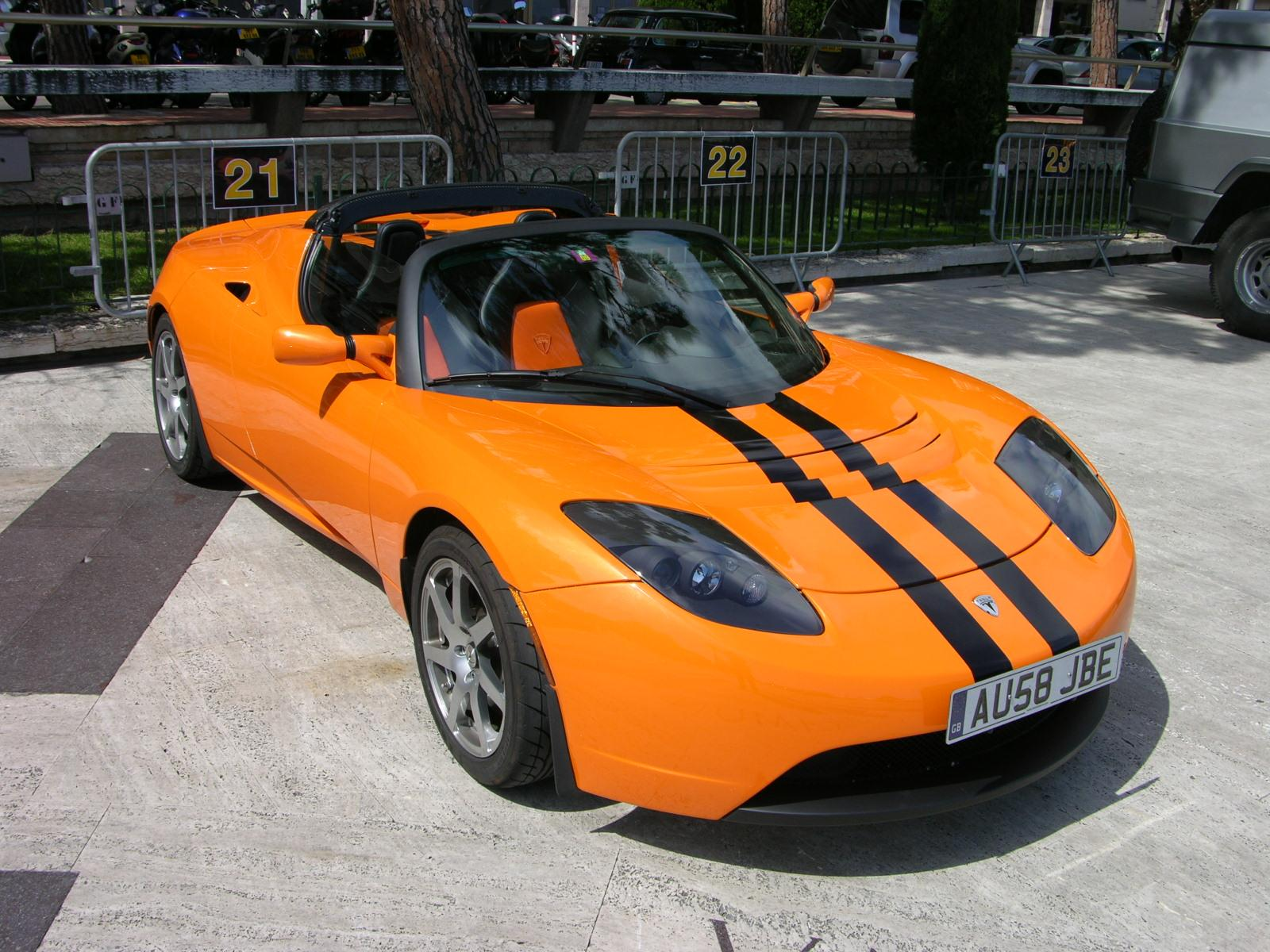
تيسلا رودستر، سيارة كهربائية بالكامل صاحبة 350كم من الحكم الذاتي

إن السيارات التي يقودها محرك كهربائي معروفة منذ أكثر من قرن. وبفضل التطورات التكنولوجية التي شهدتها البطاريات في يومنا هذا فإن بطارية ليثيوم جعلت من الممكن وصول السيارات في متناول أداء سيارة عادية. وتعد تيسلا رودستر خير مثال على هذا النوع من أداء السيارات.
ومن أجل استقرار السيارات الكهربائية توجب تطوير بنية تحتية جديدة مثل محطات شحن بطاريات سريعة. وتوفير أيضاً إعادة تدوير البطاريات التي لا تزال تمثل مشكلة كامنة. ويمكن عمل نتيجة قرارت بهذا النوع من البنية التحتية ولكن على المستوى الوطني. ولغياب إنتاج الكهرباء بما في الكفاية لجأت بعض الدول لإستخدام الفحم لتوليد الكهرباء.
وقامت كل الشركات المصنعة للسيارات بتقديم 32 سيارة كهربائية من مرسيدس بنز وحتى تويوتا لصالون سيارات فرانكفورت عام 2009. وعرض رئيس رينو كارلوس غصن 4مجموعات تتألف من سيارات كهربائية وأعلنت رينو فلوينس مبيع 100,000 سيارة كهربائية في إسرائيل والدنمارك من عام 2011 وحتى عام 2016. وفي عام 2013 قدمت فولكس واجن E-UP سيارة إلكترونية للسوق. واعتباراً من نهاية 2010 قدمت بيجو للسوق سيارة أيون. وقدمت ميتسوبيشي موتورز للبيع نموذج بعنوان I-Miev.

## تطوير مواقف السيارات عالمياً

### النمو المسبق

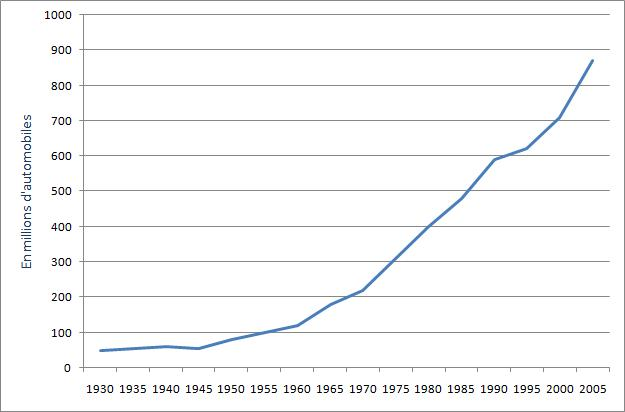
تطور مواقف السيارات عالمياً بين عامي 1930-2005

وقد تطور موقف السيارات عالمياً في شكل سريع على مدار عدة سنوات. وعقب الحرب العالمية الأولى ظهرت العديد من الابتكارات التكنولوجية نتيجة للجهود المنفقة على الحرب. ولكن في نفس الوقت تم العثور على آلة التحسينات وأساليب الإنتاج التي أمنت مصدر زيادة إنتاج السيارات بشكل ملحوظ. ومن بين عامي 1950-1970 تضاعف إنتاج السيارات ثلاثة مرات من 10مليون إلى 30مليون. وأتاح الازدهار والسلام إمكانية شراء السيارات وهو ما يعني آلة استهلاك الراحة. وفي عام 2002 بلغ إنتاج السيارات عالمياً 42 مليون، وبعد عام 2007 تجاوزت الصين ال70 مليون وتضاعف هذا العدد خلال 40 عاماً. وعلى الرغم من انخفاض مبيعات السيارات الأوروبية والأمريكية عام 2007-2008 إلا أن كلا الدولتين واصلتا زيادة موقف السيارات عالمياً بالمبيعات في السوق.

### النمو المستقبلي

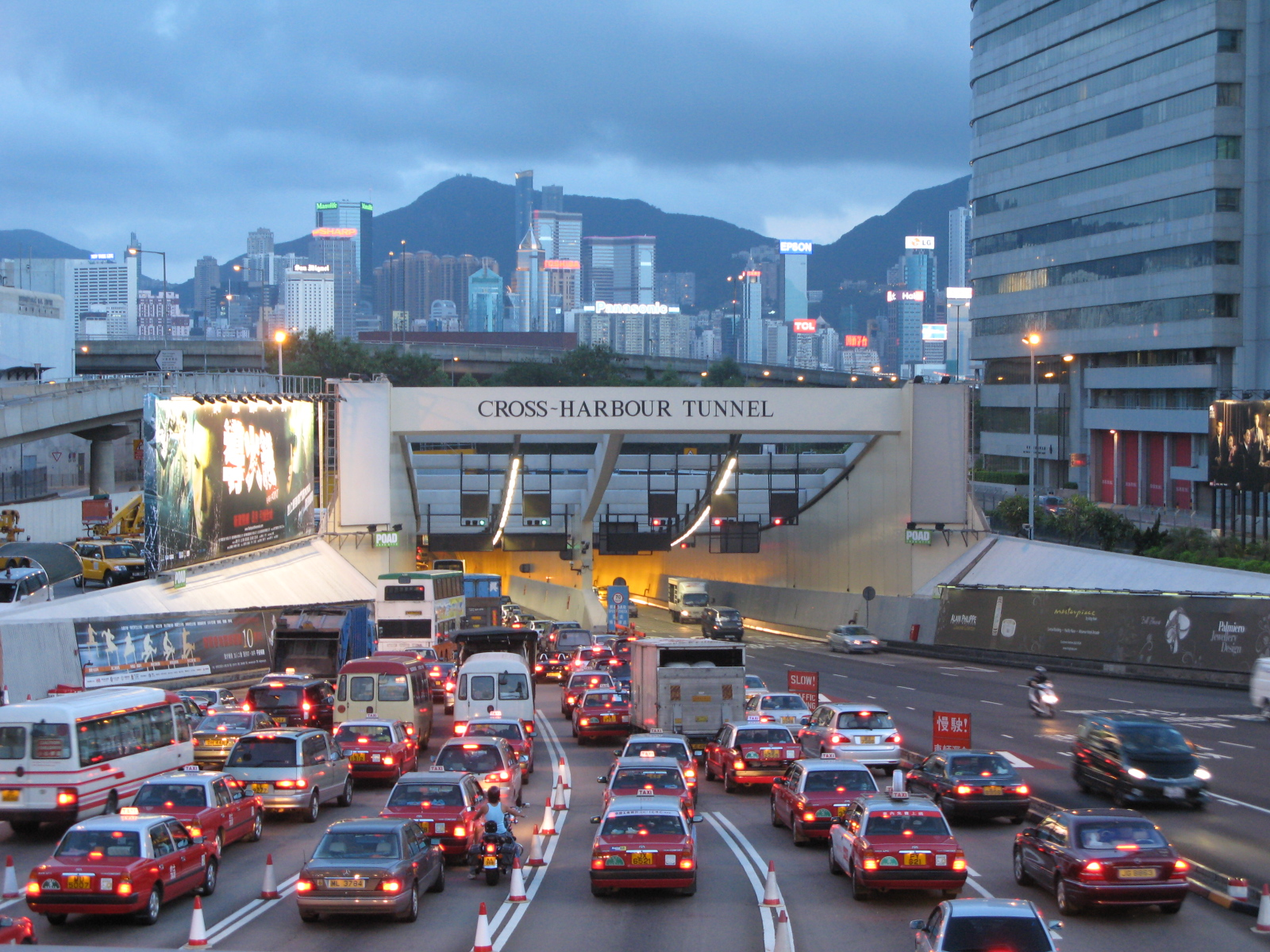
المرور في هونغ كونغ

زادت مبيعات السيارات 4% عام 2007 وذلك بفضل الأسواق المتنامية وخاصة في الصين وأمريكا الجنوبية وارتفع السوق العالمية إلى أكثر من 900 مليون. وقدّر الخبراء أنها ستتجاوز المليار قبل نهاية عام2010.
ومع ذلك فإن العديد من أسواق السيارات كانت في موقف بالغ الصعوبة بسبب الأزمة. وكان سوق الولايات المتحدة هو الأكثر تضرراً من الأزمة فقد لوحظ تراجع واضح في المبيعات. وفي عام 2008 انخفضت مبيعات السيارات بنسبة مايقرب من 15 مليون وحدة. وذلك نتيجة لزيادة أسعار النفط، والعقارات، والبطالة، وخفض الأجور وتغيير البيئة الاقتصادية في الولايات المتحدة.

### أسواق جديدة
وكانت أسواق البلدان المكتظة بالسكان مثل الصين والهند وروسيا هي أسواق ذات إمكانات عالية للسيارات. وبينما انخفض متوسط السيارات 600 سيارة لكل 1000 شخص في الاتحاد الأوروبي في حين أن عدد 200 سيارة لروسيا، 27 سيارة فقط للصين. وأيضاً بعد خفض المبيعات بسبب الأزمة في الولايات المتحدة سرعان ما أصبحت الصين رقم واحد في سوق السيارات عالمياً. ووفقاً للخبراء فقد تسارعت الأزمة للتحقق من هذه النتيجة. بالإضافة إلى ذلك فإن الحكومات الصينية ساعدت هذه الظاهرة لدعم صناعة السيارات مثل خفض ضريبة الشراء.
وبعض التوقعات على المدى البعيد أن مواقف السيارات في العالم ستصل إلى 2,5 مليار حتى عام 2060. وتشير هذه الزيادة إلى أن عدد السيارات لكل فرد منخفض جداً كما في الهند والصين.